# سيوة
سِيوَّة (باللغة الأمازيغية السيوية:ⵉⵙⵉⵡⴰⵏ أو isiwan) هي مدينة وواحة مصرية في الصحراء الغربية، تبعد حوالي 300 كم عن ساحل البحر المتوسط إلى الجنوب الغربي من مرسى مطروح، وتتبع محافظة مطروح إدارياً. ينتشر في أرجائها الآبار والعيون التي تستخدم لأغراض الري والشرب وتعبئة المياه الطبيعية والعلاج، وبها أربع بحيرات كبرى، فيما اكتشف بها عدة أماكن أثرية مثل معبد آمون، الذي يشهد ظاهرة الاعتدال الربيعي مرتان كل عام، ومقابر جبل الموتى، وأعلنت بها محمية طبيعية تبلغ مساحتها 7800 كم، تضم عدة أنواع لأشكال الحياة الحيوانية والنباتية. يقطن الواحة ما يقارب من 37 ألف نسمة تقريباً، يعمل أغلبهم بالزراعة أو السياحة. يسود المناخ القاري الصحراوي الواحة، فهي شديدة الحرارة صيفاً، أما شتاؤها فدافئ نهاراً شديد البرودة ليلاً.:391:393
تشتهر سيوة بالسياحة العلاجية حيث يتوفر برمالها العناصر الطبيعية الصالحة لأغراض الطب البديل، فيما تعتبر رحلات السفاري باستخدام سيارات الدفع الرباعي من الرحلات المحببة لزائري الواحة. وتشير بعض الإحصائيات إلى أن سيوة تستقبل حوالي 30 ألف سائح سنوياً من المصريين والأجانب. وصنفها عدد من المواقع الأجنبية والعَربية ضِمن أكثر 9 أماكن عُزلة على كوكب الأرض. للعمارة في سيوة طابع خاص ومميز حيث تبنى المنازل التقليدية بحجر الكرشيف الذي يتكون من الملح والرمال الناعمة المختلطة بالطين، وتصنع الأبواب والنوافذ من أخشاب شجر الزيتون والنخيل. وتعد فنون التطريز والصناعات الفخارية اليدوية من أميز الحرف التقليدية بالواحة، والتي يأتي على رأسها صحون الطاجين، وأواني الطهي الصحراوية ذات الشكل الهرمي التقليدي والمزخرفة بشكل جميل. ولأهل سيوة عيد خاص وهو عيد الحصاد الذي يحتفلون به عند اكتمال القمر بالسماء في شهر أكتوبر من كل عام.

## التسمية
يرجح البعض أن اسم سيوة جاء من كلمة «سيخت آم» وتعني أرض النخيل، أو يعود إلى الاسم القديم «ثات». وسميت الواحة قديماً بأسماء عديدة منها «بنتا»، وقد وجد هذا الاسم في أحد النصوص المدونة في معبد إدفو، وسُميت «بواحة آمون» حتى عهد البطالمة الذين سموها «واحة جوبيتر آمون»، وعرفها العرب باسم «الواحة الأقصى»، وهو الاسم الذي ورد في خطط المقريزي. في حين أشار إليها ابن خلدون باسم «تنيسوة»، وهو اسم لفرع من قبائل الزنتانة في شمال إفريقيا، كما أشار إليها الإدريسي باسم «سنترية»، وقال إنه يسكنها قوم خليط بين الامازيغ والبدو.

## التاريخ

### العصور القديمة

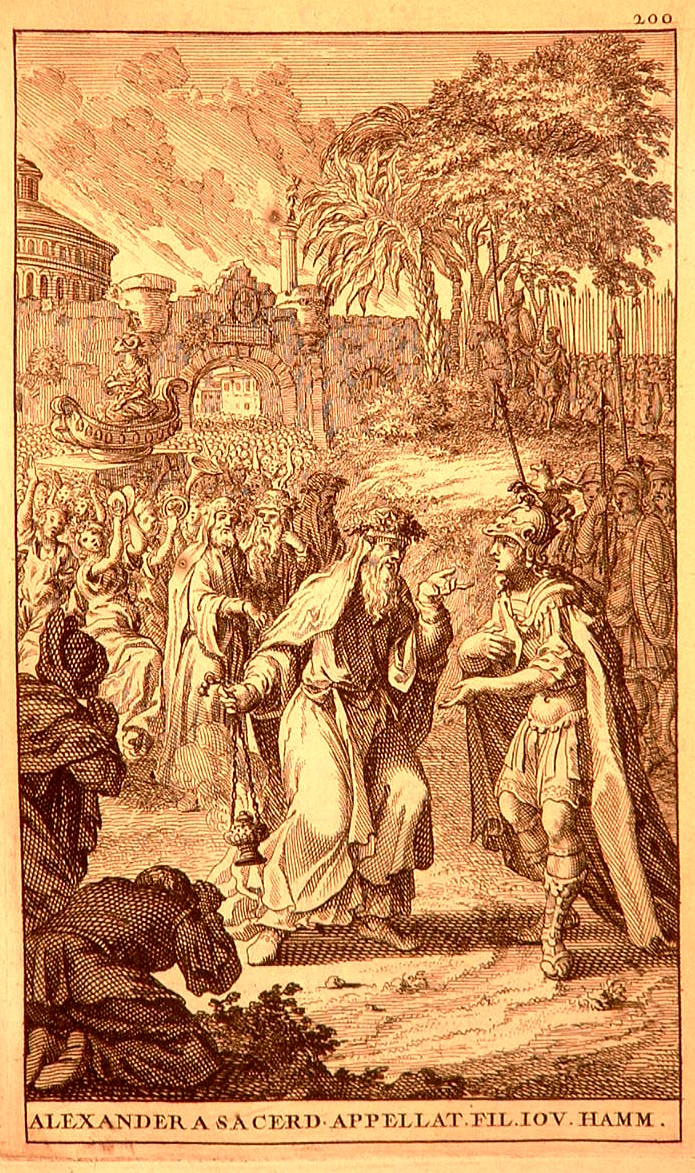
لوحة فنية توضح زيارة الإسكندر الأكبر لمعبد آمون.

قبل عام 2900 ق.م دأب قوم من الليبيين يعرفون بأهل التمحو أو التنحو على مهاجمة الوجه البحري، وكانوا يتخذون من واحة سيوة مركزاً لزحفهم على مصر، فقام الملك «سنفرو» آخر ملوك الأسرة الثالثة بمهاجمة الواحة والاستيلاء عليها، ليتقي شر الليبيين. وفي عام 1970 ق.م أغارت القبائل الليبية على الوجه البحري عن طريق سيوة، فقاتلهم الملك «سيزوستريس» ثاني ملوك الأسرة الثانية عشر، ليردهم إلى بلادهم منهزمين. وفي عام 1547 ق.م هاجم الليبيين مصر مستغلين انشغال حاكمها بالحرب في بلاد النوبة، إلا أن الملك «أمنحتب الأول» أنزل بهم خسائر فادحة. وفي عهد الملك «منفتاح» صد الفرعون هجوم الليبيين براً وبحراً.:14:15

#### جيش قمبيز
عقب احتلال الفرس لمصر أرسل قائدهم قمبيز جيشه لاحتلال سيوة التي كان كهنة الإله آمون في معبدها قد تَنَبَّؤُوا له بنهاية هالكة، فجهز جيشاً قوامه خمسون ألف جندي لهدم معبد آمون واحتلال الواحة، إلا أن هذا الجيش ضل طريقة وهلك في الصحراء ولم يصل إلى سيوة. وبعد تلك الحادثة تحققت نبوءة الكهنة في قمبيز فمرض ومات.

#### زيارة الإسكندر الأكبر
بعد دخول الإسكندر الأكبر مصر وإنشاءه مدينة الإسكندرية، قرر زيارة معبد آمون بسيوة الذي نال شهرة واسعة بعد حادثة جيش قمبيز.:32 وفي شتاء عام 331 ق.م وصل الإسكندر إلى معبد آمون بسيوة واصطحبه الكاهن الأكبر إلى قدس الأقداس ـ وهو حجرة مظلمة لا يدخلها إلا الكاهن الأكبر والملك ـ ولم يسمح لأي من مساعديه بمرافقته. وحين خرج الإسكندر من المعبد بدا عليه الارتياح، ورفض الإفصاح عما حدث بالداخل، وكان كل ما قاله لأصدقاؤه «سمعت ما يحبه قلبي».:53

### العصور الوسطى
ظلت سيوة مستقلة في حضارتها وأسلوب حياتها بعد الفتح الإسلامي لمصر، وقد حاول القائد موسى بن نصير فتحها في عام 708م خلال العصر الأموي بصفته حاكم شمال أفريقيا، فتحرك إليها فوجد مدينة يحيط بها حصن عظيم له أبواب حديدية، ولكنه وجد صعوبة في دخولها فتركها، ومن المرجح أن دخول الدين الإسلامي إلى سيوة كان قبل نهاية القرن الأول الهجري. وفي عام 969م استولت الجيوش الفاطمية على الواحة.:15:16

### العصر الحديث
في فبراير 1820 جهز محمد علي باشا تجريدة من 1300 جندي بقيادة حسن بك الشماشرجي لفتح سيوة، ونشب قتال بين القوات وأهل الواحة انتهت بانتصار قوات محمد علي واعترافهم بالولاء للحكومة المصرية.:152:153 وفي العصر الحديث دخلت جيوش المحور الواحة واحتلتها في 20 يوليو 1942، وجلائهم عنها في 8 نوفمبر 1942 بعد انكسارهم في معركة العلمين.:15:16

## الجغرافيا والسكان
سيوة هي أحد منخفضات الصحراء الغربية التي شكلت واحة خضراء على مساحة 1088 كم، تبلغ مساحة مدينة سيوة 94263 م² وتتبع محافظة مطروح، وتبعد 820 كم عن القاهرة و65 كم عن الحدود الليبية و300 كم غرب مرسى مطروح و600 كم عن غرب وادي النيل. يحدها شمالاً سلسلة من الجبال الصخرية، وجنوباً سلسلة من الكثبان الرملية، وتتمتع بمناخ معتدل طوال فصل الشتاء، وتنخفض عن مستوى البحر بـ18 متر، ما يجعل مياهها الجوفية قريبة ويسهل الانتفاع بها، والتي يقوم عليها زراعة النخيل وشجر الزيتون التي تنتج تموراً وزيتوناً من الأجود في مصر، ويتوسط الواحة أربع بحيرات مالحة هي بحيرة المعاصر شمال شرق الواحة وبحيرة الزيتون شرق الواحة وبحيرة سيوة غرب مدينه شالي وبحيرة المراقي غرباً. وتوجد العديد من الواحات المهجورة والمنخفضات التابعة لسيوة منها واحة شياطة على بعد 55 كم غرب سيوة، وواحة الملفي 75 كم شمال غرب سيوة، وواحة اللعرج، وواحة النوامسة، وواحة البحرين. يسود سيوة المناخ القاري الصحراوي فهي شديدة الحرارة صيفاً، أما شتاؤها فدافئ نهاراً شديد البرودة ليلاً، واخطر ما تتعرض له سيوة هو السيول.

### التقسيم الإداري
سيوة هي مركز ومدينة يتبعه إدارياً مدينة واحدة و5 قرى هي:
| التوابع    | التقسيم                         |
| ---------- | ------------------------------- |
| مدينة سيوة | أبو بكر الصديق - وفلة - الدكرور |
| أبو شروف   | عين زهرة                        |
| أغورمي     | أغورمي                          |
| المراقي    | المراقي - مركده - الجاري        |
| أم الصغير  | أم الصغير                       |
| بهي الدين  | بهي الدين - الحاج علي           |

### المناخ
| البيانات المناخية لـسيوة           | البيانات المناخية لـسيوة | البيانات المناخية لـسيوة | البيانات المناخية لـسيوة | البيانات المناخية لـسيوة | البيانات المناخية لـسيوة | البيانات المناخية لـسيوة | البيانات المناخية لـسيوة | البيانات المناخية لـسيوة | البيانات المناخية لـسيوة | البيانات المناخية لـسيوة | البيانات المناخية لـسيوة | البيانات المناخية لـسيوة | البيانات المناخية لـسيوة |
| الشهر                              | يناير                    | فبراير                   | مارس                     | أبريل                    | مايو                     | يونيو                    | يوليو                    | أغسطس                    | سبتمبر                   | أكتوبر                   | نوفمبر                   | ديسمبر                   | المعدل السنوي            |
| ---------------------------------- | ------------------------ | ------------------------ | ------------------------ | ------------------------ | ------------------------ | ------------------------ | ------------------------ | ------------------------ | ------------------------ | ------------------------ | ------------------------ | ------------------------ | ------------------------ |
| الدرجة القصوى °م (°ف)              | 29.3 (84.7)              | 34.6 (94.3)              | 41.6 (106.9)             | 44.8 (112.6)             | 48.0 (118.4)             | 48.2 (118.8)             | 45.2 (113.4)             | 46.2 (115.2)             | 42.8 (109.0)             | 41.9 (107.4)             | 37.5 (99.5)              | 29.0 (84.2)              | 48.2 (118.8)             |
| متوسط درجة الحرارة الكبرى °م (°ف)  | 19.3 (66.7)              | 21.5 (70.7)              | 24.5 (76.1)              | 29.9 (85.8)              | 34.0 (93.2)              | 37.5 (99.5)              | 37.5 (99.5)              | 37.0 (98.6)              | 34.6 (94.3)              | 30.5 (86.9)              | 25.0 (77.0)              | 20.5 (68.9)              | 29.3 (84.7)              |
| المتوسط اليومي °م (°ف)             | 12.1 (53.8)              | 14.0 (57.2)              | 17.3 (63.1)              | 21.9 (71.4)              | 25.8 (78.4)              | 29.2 (84.6)              | 29.9 (85.8)              | 29.4 (84.9)              | 27.1 (80.8)              | 22.8 (73.0)              | 17.3 (63.1)              | 13.2 (55.8)              | 21.7 (71.1)              |
| متوسط درجة الحرارة الصغرى °م (°ف)  | 5.6 (42.1)               | 7.1 (44.8)               | 10.1 (50.2)              | 13.7 (56.7)              | 17.8 (64.0)              | 20.4 (68.7)              | 21.7 (71.1)              | 21.4 (70.5)              | 19.5 (67.1)              | 15.5 (59.9)              | 10.2 (50.4)              | 6.5 (43.7)               | 14.1 (57.4)              |
| أدنى درجة حرارة °م (°ف)            | −2.2 (28.0)              | −1.3 (29.7)              | 0.3 (32.5)               | 5.7 (42.3)               | 7.5 (45.5)               | 14.0 (57.2)              | 17.5 (63.5)              | 15.9 (60.6)              | 11.7 (53.1)              | 7.8 (46.0)               | 2.9 (37.2)               | −0.7 (30.7)              | −2.2 (28.0)              |
| الهطول مم (إنش)                    | 2 (0.1)                  | 1 (0.0)                  | 2 (0.1)                  | 1 (0.0)                  | 1 (0.0)                  | 0 (0)                    | 0 (0)                    | 0 (0)                    | 0 (0)                    | 0 (0)                    | 2 (0.1)                  | 1 (0.0)                  | 9 (0.4)                  |
| متوسط أيام هطول الأمطار (≥ 1.0 mm) | 0.3                      | 0.1                      | 0.1                      | 0.2                      | 0                        | 0                        | 0                        | 0                        | 0                        | 0                        | 0.1                      | 0.2                      | 1.0                      |
| متوسط الرطوبة النسبية (%)          | 56                       | 50                       | 46                       | 38                       | 34                       | 33                       | 37                       | 41                       | 44                       | 50                       | 56                       | 59                       | 45.3                     |
| ساعات سطوع الشمس الشهرية           | 230.7                    | 248.4                    | 270.3                    | 289.2                    | 318.8                    | 338.4                    | 353.5                    | 363.0                    | 315.6                    | 294.0                    | 265.5                    | 252.8                    | 3٬540٫2                  |
| المصدر #1: NOAA                    |                          |                          |                          |                          |                          |                          |                          |                          |                          |                          |                          |                          |                          |
| المصدر #2: Climate Charts          |                          |                          |                          |                          |                          |                          |                          |                          |                          |                          |                          |                          |                          |

## السكان
يقطن سيوة حوالي 36 ألف نسمة، تسكنها قبائل من أصول أمازيغية وهي الزناين، اللحمودات، الحدادين، أولاد موسى، أغورمي، الجواسيس، الشرامطة، السراحنة، المراقي، الشحايم، أم الصغير، الشهيبات، ولكل قبيلة شيوخ وعوائل وأفراد، والشيخ هو رأس القبيلة، ويكون من أكبرهم ومن الميسورين وحسن الخلق، وفي الغالب تكون المشيخة متوارثة، أما عوائل القبيلة فهم أعضاء مجلسها ويشترط أن يتمتعوا بحسن السيرة. ويختلف الباحثون حول أصولهم ما بين أصول شرقية عربية حميرية أو كنعانية أو أوروبية أو إغريقية أو هندأوروبية إلا أن أغلب الدراسات ترجح الأصل الإفريقي للأمازيغ. وترجح الحفائر الأثرية أن الأمازيغ دخلوا مصر في العصر الفرعوني المتأخر وكونوا فيها أسرهم وأطلق عليهم المصريون القدماء اسم «المشوش»، وحكموا مصر على يد زعيمهم «شيشنق الأول» وسقط حكمهم مع مرور الزمن وانحصروا في واحة سيوة واحتفظوا بعاداتهم وتقاليدهم ولغتهم.

### التقاليد

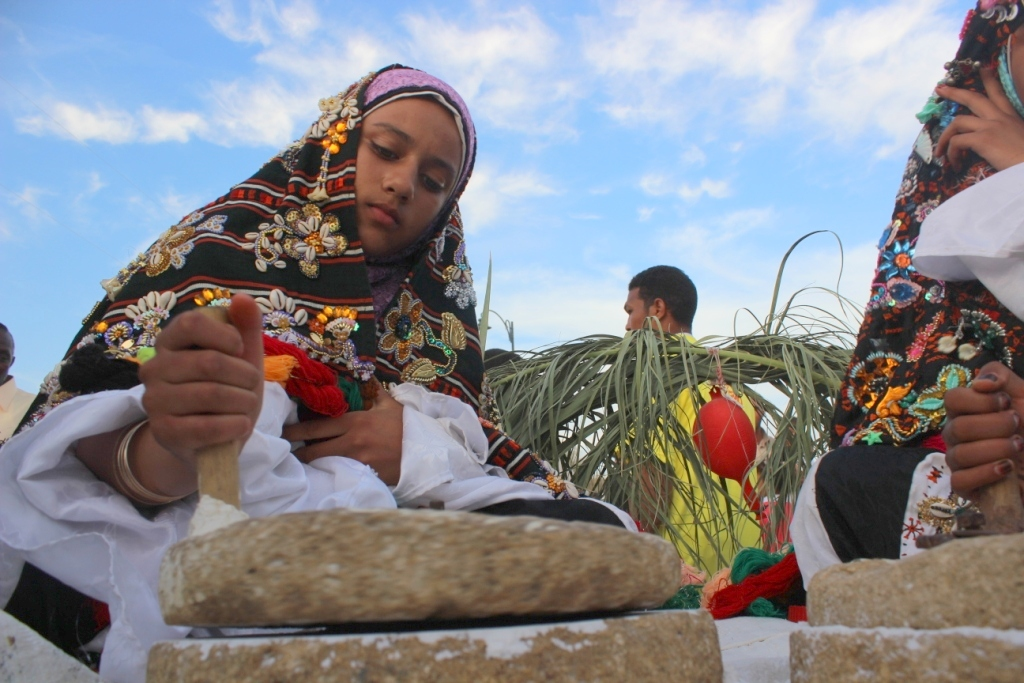
بنات سيوية يرتدين الزي التقليدي.

من تقاليد الزواج في سيوة أن تخطب الفتيات منذ صغرهم في سن التاسعة أو قبل ذلك، وحتى تتم العروس سن الزواج ليس من حق الشاب أن يرى خطيبته إلا في الأعياد فقط ويكون ذلك بحضور والدها أو أخيها. وتمتد مراسم الزواج إلى 3 أيام وتتزين العروس بعمل 99 ضفيرة، تحمل كل ضفيرة اسم من أسماء الله الحسنى، وتضع على شعرها زيت الزيتون وتلونه بالحناء، ويهتم أيضاً بتزيين ثوب الزفاف الذي يتميز بالحلي وأغطية الرأس والأحزمة والطرح المشغولة وأقنعة الوجه المليئة بالعملات الفضية أو الذهبية، وترتدي العروس سبعة فساتين مختلفة فوق بعضها، الأول أبيض شفاف، والثاني أحمر شفاف، والثالث أسود، والرابع أصفر، والخامس أزرق، والسادس من الحرير الوردي، والسابع الخارجي يكون مطرزاً بكلف حول الرقبة. ولأوقات الولادة طقوسها الخاصة فإذا كانت عسرة يطلق الزوج مع جيرانه طلقات نارية بجوار زوجته لطرد الجن والتعجيل بالولادة، وعند ميلاد الأطفال تجمع النساء حليهن في وعاء به ماء ويرفعنه ثم يترك ليسقط على الأرض متهشماً مرددين الدعاء للطفل اعتقاداً بأن ذلك لطرد الأرواح الشريرة، وعندما تضع الأم مولودها تستلقي على كليم مفروش على الأرض لمدة أسبوع أو عشرة أيام، وتأكل السمك المملح، كتقليد موروث. ويعتقد أهل الواحة أن عين المرأة التي يموت عنها زوجها تكون قوية وتجلب الحسد، لذا تعيش في عزلة لأربعين يوماً، ولا تتزوج قبل مرور عام على وفاة زوجها. وتشارك الفتيات حتى سن الثانية عشرة في الاحتفالات الشعبية كاشفة نصف شعرها بينما لا يسمح للمرأة المتزوجة بأن تخرج للطريق إلا إذا غطت كل جسدها ووجهها بملاءة زرقاء تسمى«طرفوط» كما لا يسمح لها بالسير في الطريق حيث يتم التنقل بعربة الكازوزة.

### اللغة
يتحدث السيويون بلهجة تاسيويت المنشقة عن اللغة الأمازيغية أو لغة البربر، والتي ترجع إلى حام بن نوح، ويتحدثها كل طفل في سيوة بحكم الميلاد والنشأة، ثم يتعلم اللغة العربية خلال مراحل الدراسة، إضافة إلى لهجتهم المصرية الحديثة.

## المعالم الطبيعية والسياحية

### عيون المياه

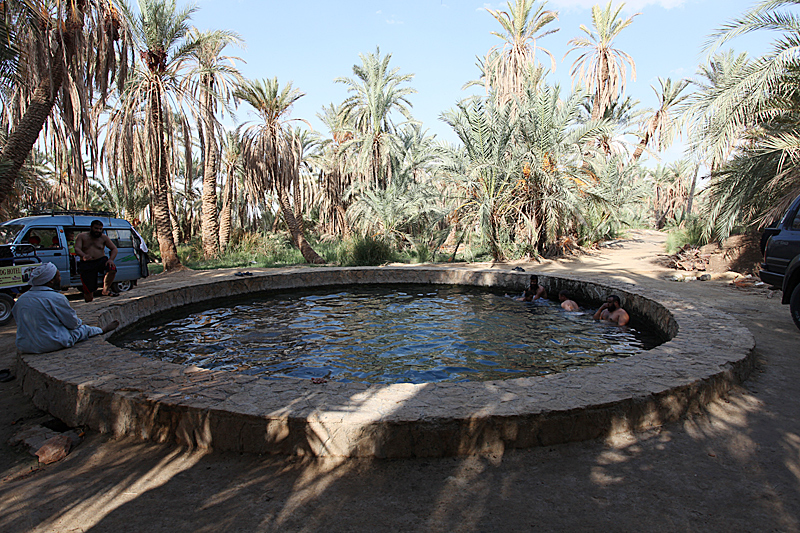
عين فطناس.

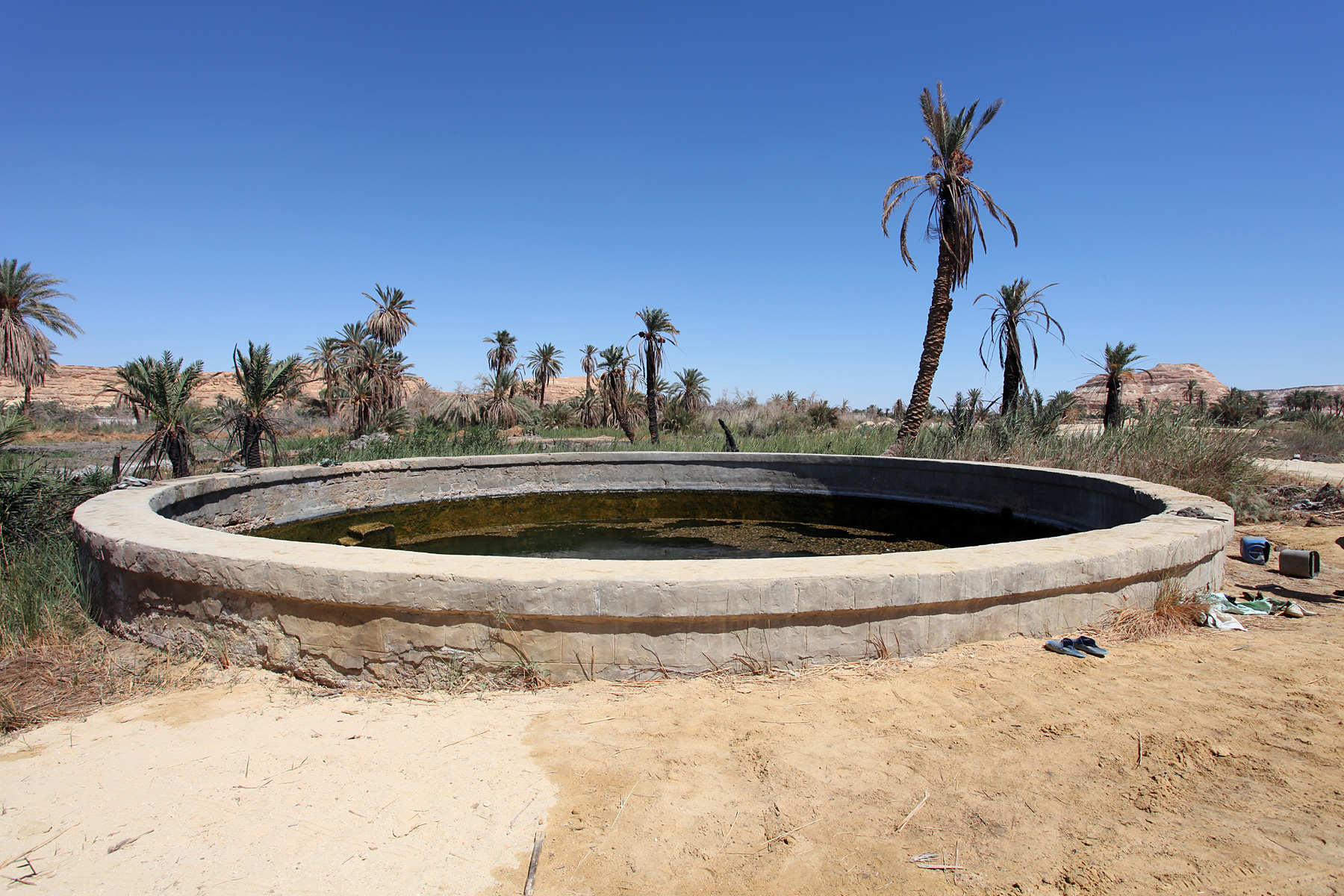
عين مشندت.

رغم وقوع «سيوة» وسط الصحراء إلا أن المياه العذبة تنتشر في أرجائها في صورة عدد كبير من الآبار والعيون، يصل إلى 200 عين يتدفق منها يومياً 190 ألف متر مكعب من المياه، تستخدم لأغراض الري والشرب وتعبئة المياه الطبيعية والعلاج، ويختلف مقدار مياهها من بئر لآخر، وتتجمع أحياناً في منطقة واحدة، ومنها الساخن والبارد والحلو والمالح بالإضافة إلى العيون الكبريتية، ومن تلك العيون عين تجزرت، عين الدكرور، عين قوريشت، عين الحمام، عين طاموسة، عين خميسة، عين الجربة، عين الشفاء، عين مشندت، ومن أشهرها:
- عين كيلوباترا: هي من أكثر مزارات سيوة السياحية شهرة، وتعرف أيضاً بعين جوبا أو عين الشمس، وهي عبارة عن حمام من الحجر يتم ملؤه من مياه الينابيع الساخنة الطبيعية، ويدعي البعض أنها سميت تيمناً باسم الملكة المصرية التي سبحت فيها بنفسها أثناء زيارتها لسيوة، فيما ينفي البعض أن هذه الزيارة حدثت من الأساس.
- عين فطناس: تبعد حوالى 6 كم غرب سيوة وتقع بجزيرة فطناس المطلة على البحيرة المالحة ويحيط بها أشجار النخيل والمناظر الطبيعية الصحراوية.
- عين واحد: تسمى أيضاً «بئر بحر الرمال الأعظم»، وهو ينبوع كبريتي ساخن على بعد 10 كم من الواحة بالقرب من الحدود الليبية في قلب بحر الرمال الأعظم.[28][29][30]
- عين كيغار: تنتشر بسيوة عيون المياه التي تستخدم للأغراض العلاجية من الأمراض الصدفية الروماتزمية، وتعد عين كيغار أشهرها حيث تبلغ درجة حرارة مائها 67 مئوية وتحتوي على عدة عناصر معدنية وكبريتية.[31]

### بحيرات المياه المالحة

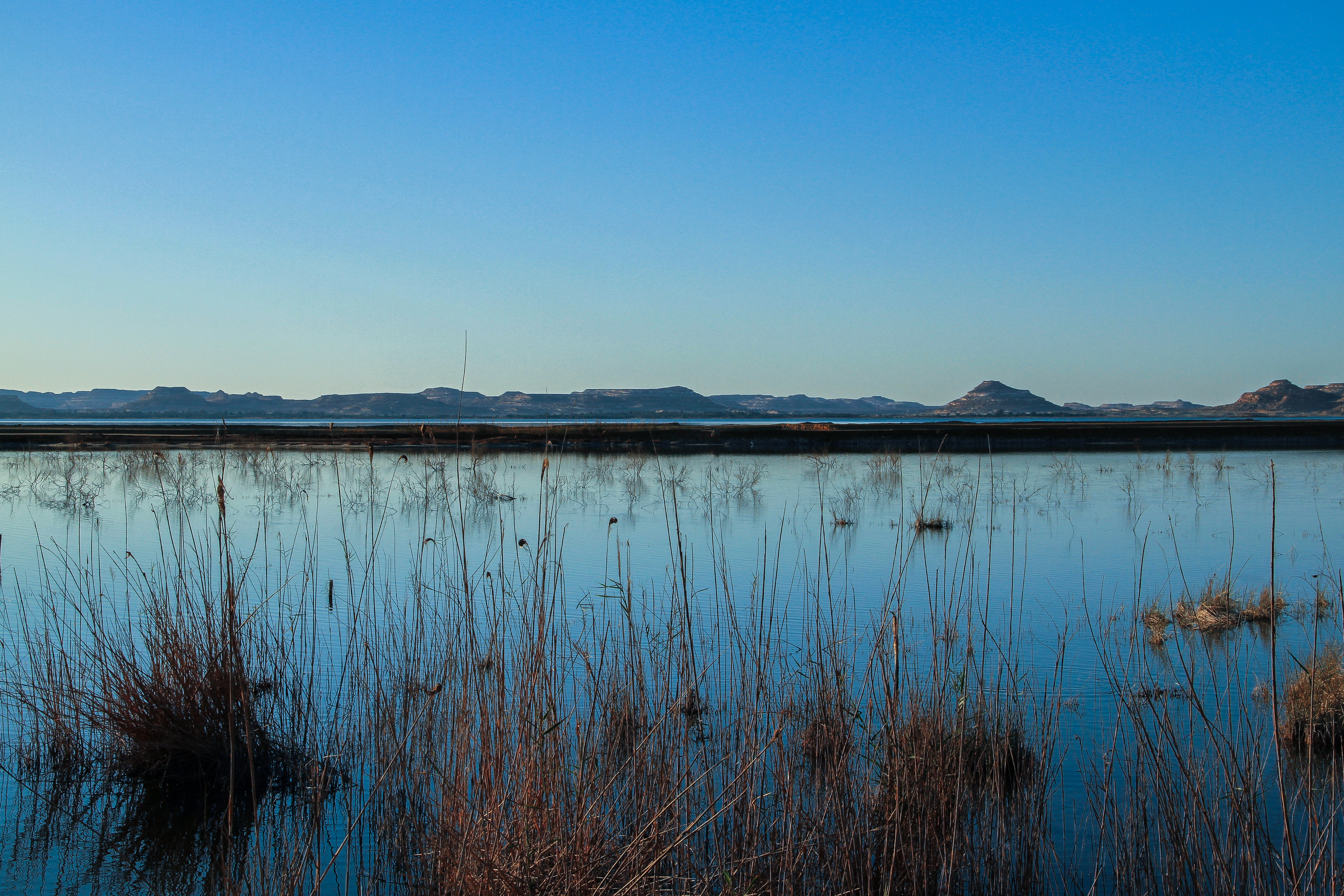
بحيرة فطناس.

في سيوة أربع بحيرات رئيسية هي، بحيرة الزيتون شرق سيوة وتبلغ مساحتها 5760 فدان، وبحيرة أغورمي أو المعاصر شمال شرق الواحة وتبلغ مساحتها 960 فدان، وبحيرة سيوة غرب مدينة شالي وتبلغ مساحتها 3600 فدان، وبحيرة المراقي غرب الواحة بمنطقة بهي الدين وتبلغ مساحتها 700 فدان. وتضم الواحة عدة بحيرات أخرى منها بحيرة طغاغين وبحيرة الأوسط وبحيرة شياطة، وتعد بحيرة فطناس من الأماكن الجاذبة للسياحة وتقع على بعد 5 كم غرب سيوة، وبها تقع جزيرة فطناس التي تحيط بها البحيرة من ثلاثة اتجاهات، ويقع أمامها جبل جعفر.

### محمية سيوة
تبلغ مساحة المحمية 7800 كم. وتنقسم إلى 3 قطاعات هي: القطاع الشرقي ومساحته حوالي 6000 كم، القطاع الغربي ومساحته حوالي 1700 كم، القطاع الأوسط الجنوبي ومساحته حوالي 100 كم. تم تصنيف المنطقة كمحمية طبيعية لما تزخر به من تنوع بيولوجي وتراث طبيعي وثقافي، حيث يقطن بها العديد من الثدييات والزواحف والطيور واللافقاريات والحشرات، ومنها الغزال ذو القرون النحيلة المهدد بالانقراض، الثعلب الفينيقي، الشيتا، القطط المهددة بالانقراض، ويجتمع على أرضها أنواع الطيور الشائعة كالحمام والطيور المهاجرة، بالإضافة إلى أشكال الحياة النباتية.

### جبل الموتى
هو جبل يضم مجموعة من المقابر الأثرية التي تعود للفترة ما بين القرنين الرابع والثالث ق.م، والتي أعيد استعمالها خلال العصرين اليوناني والروماني. يبعد الجبل نحو 2 كم عن سيوة، واكتشفت المقابر فيه نتيجة لهروب أهالي سيوة إلى الجبل خلال غارات الحرب العالمية الثانية.

#### مقبرة باتحوت
هي مقبرة كاهن للإله أوزيريس، حصل على لقب العظيم في مدينة العادل والمستقيم. وبالمقبرة نحت لنشيد موجه للإله تحوت، بالإضافة إلى منظر لطقس ديني يعرف باسم سحب الثيران الأربعة.

#### مقبرة سي آمون
هي من أهم مقابر الصحراء الغربية الأثرية، والتي عثر بداخلها على عدد كبير من المومياوات. تتمثل أهمية المقبرة في توضيحها للتزاوج بين الفن المصري القديم والفن اليوناني، ومن أهم الصور الفنية بالمقبرة منظر قاعة محكمة أوزيريس، ومنظر للإلهه نوت ربة السماء.

#### مقبرة التمساح
هي أحد أهم المقابر الأثرية المحفورة بجبل الموتي. اكتشفت في عام 1940، وعرفت بهذا الاسم نظراً إلى اندثار اسم صاحب المقبرة وإعجاب أهالي سيوة بمنظر التمساح الموجود بالمقبرة. تزخر المقبرة بمناظر كتاب الموتى، ومناظر أخرى لصاحب المقبرة وهو يتعبد لبعض الآلهة، وعلى جانب المدخل صور ثلاثة آلهة ممسكين بالسكاكين وذلك لغرض حماية المومياء.

#### مقبرة ميسو ايزيس
هي أحد المقابر الأثرية بالمنطقة ويوجد بها نص يصف الإله أوزيريس باسم الإله العظيم المبجل في ثات، ويرجح الأثريون أن يكون «ثات» هو الاسم القديم لسيوة.

### جبل الدكرور
هو عبارة عن سلسلة من التلال المتجاورة. يقع الجبل على مسافة 3 كم جنوب واحة سيوة، وله قمتان تسميان «نادرة وناصرة». في قمة ناصرة توجد مغارة منحوتة في الصخر تسمى «تناشور»، وأسفلها يوجد أثر يسمى «بيت السلطان» مصنوع من الحجر الجيري النظيف. يشتهر الجبل برماله الساخنة ذات الخصائص العلاجية، واحتوائه على الصبغة الحمراء المستخدمة في تصنيع الأواني الفخارية السيوية. يتوافد إلى الجبل الزوار من المصريين والأجانب أثناء فصل الصيف للاستمتاع بحمامات الرمال الساخنة التي تتميز بقدرتها على علاج الأمراض الروماتيزمية وآلام المفاصل والعمود الفقري والأمراض الجلدية.

### معبد آمون
معبد آمون ويسمى أيضاً معبد الوحي أو معبد التنبؤات أو معبد الإسكندر هو أحد أهم المعالم الأثرية في واحة سيوة، وأقيم في العصر الفرعوني لنشر ديانة آمون بين القبائل والشعوب المجاورة نظراً لموقع سيوة كملتقى للطرق التجارية بين جنوب الصحراء وشمالها وغربها وشرقها. يقع المعبد على مسافة 4 كم شرق مدينة سيوة، واشتهر بزيارة القائد المقدوني الإسكندر الأكبر بعد فتحه مصر في عام 331 ق.م. ويشهد المعبد ظاهرة فلكية تسمى الاعتدال الربيعي حيث يتعامد قرص الشمس على المعبد مرتين كل عام، في 20 أو 21 مارس وهو تاريخ الاعتدال الربيعي، و22 أو 23 سبتمبر وهو تاريخ الاعتدال الخريفي، وترصد الظاهرة اليوم الوحيد في العام، حيث يتساوى الليل والنهار بعد 90 يوماً من أقصر نهار في العام، وبعده بتسعين يوماً آخرين يقع أطول نهار في العام.

### معبد أم عبيدة
معبد أم عبيدة هو معبد آمون الثاني بالواحة ويقع بالقرب من معبد الوحي، شيده الفرعون المصري نكتنابو الثاني أو نختانبو الثاني من الأسرة الثلاثين، ويتميز بصورة للفرعون وهو يركع للإله آمون. اختلفت الروايات حول كيفية تدمير المعبد، فبعضها يشير إلى أن زلزال حدث عام 1881 تسبب في تدمير المعبد، والبعض الآخر يورد أنه تم تفجير المعبد في عام 1897 على يد مأمور سيوة محمود عزمي الذي كان قد نُقل إلى سيوة بعد الثورة العُرابية لتعاطفه معها.

### قلعة شالي

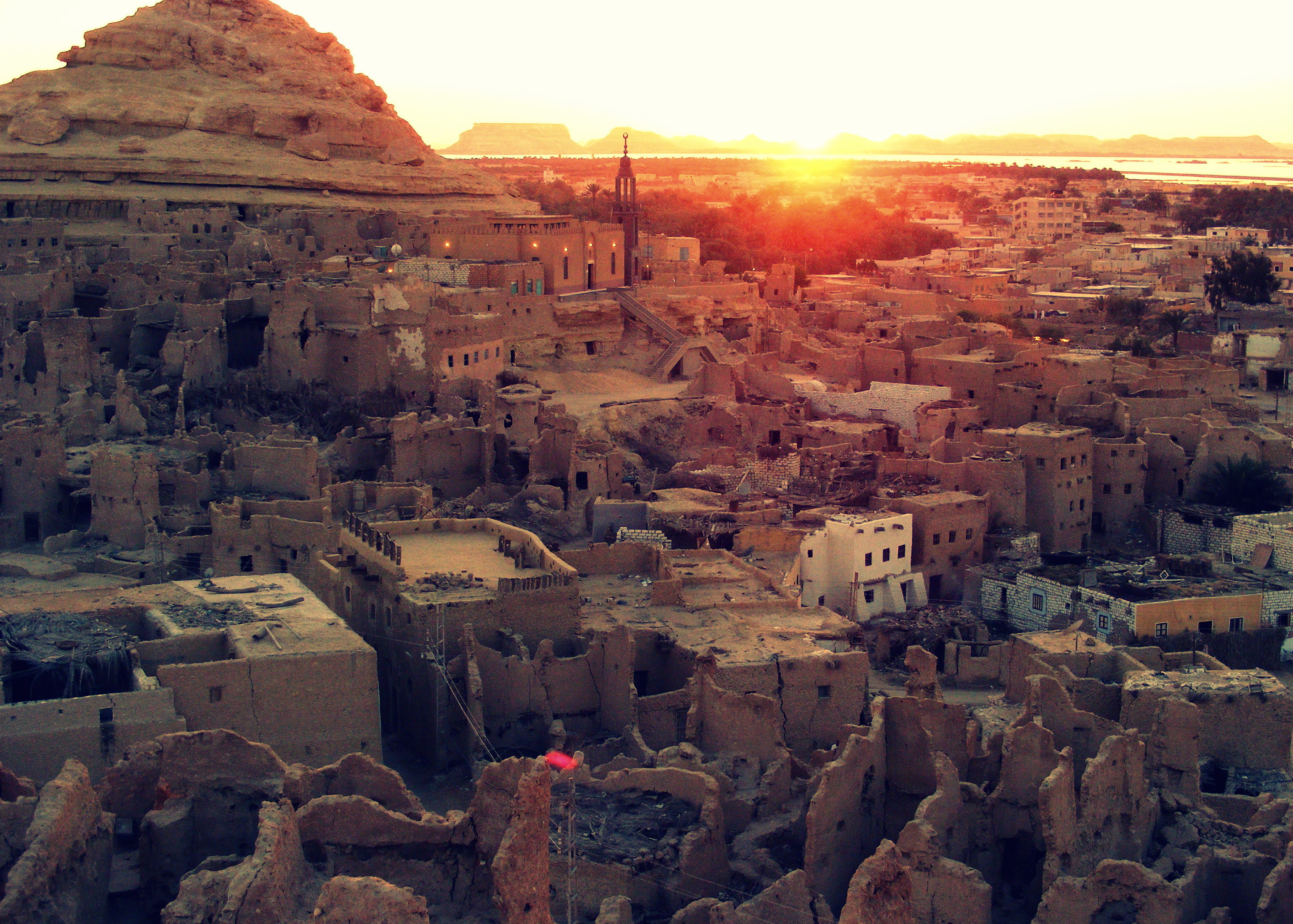
بقايا مدينة شالي.

يرجع تاريخ تأسيس مدينة شالي إلى عام 1203، واسمها يعني المدينة في اللغة السيوية. وكان للمدينة باب واحد فقط بغرض الاطمئنان على دفاعاتها، وسمي «أنشال» بمعني باب المدينة، وفي الجهة الشمالية من سور المدينة يوجد الجامع القديم، وفتح للمدينة باب ثان في الجهة الجنوبية سمي «أترات» بمعنى الباب الجديد، وكان يستخدم للذين يفضلون تحاشي المرور أمام الأجواد وهم رؤساء العائلات، ولم يكن يعرف مكان هذا الباب إلا أهل سيوة، فكانوا يستخدمونه سراً للخروج أو الدخول في حالة حصار المدينة، ولأن العادات السيوية تمنع خروج النساء إلا في أضيق الحدود ودون الاختلاط بالرجال، تم فتح باب ثالث سمي «قدوحة»، وكان لا يسمح للنساء عند خروجهن إلا باستعمال هذا الباب فقط. استخدم في بناء منازل المدينة حجر الكرشيف الطيني المستخرج من الأرض المشبعة بالملح، لأنه حين يجف يصبح شبيهاً بالأسمنت في صلابته. وفي عام 1820 فتحت قوات محمد علي باشا سيوة، وأخضعتها لسلطة الحكومة، فتمتعت المدينة بالأمان والحماية، وسمح مجلس الأجواد في عام 1826 للأهالي ببناء منازلهم خارج أسوار المدينة. وفي عام 1926 انهار عدد كبير من منازل المدينة وتصدع الباقي منها نتيجة للأمطار الغزيرة، فهجر السكان شالي وشيدوا منازل جديدة عند سطح الجبل.

### ضريح سيدي سليمان
سيدي سليمان هو إمام السيويين وأشهر شخصيات الواحة على الإطلاق. ويحكي أهل الواحة عن سيدي سليمان أنه كان قاضياً شديد الورع والتقوى، ويحكى عنه أنه قديماً جمع أهل الواحة بالجامع وتضرع بهم إلى الله لكي يصد عنهم هجوم حملة أردات الإغارة على الواحة، فلم تصل الحملة وضلت الطريق وتاهت في الصحراء، ويحكى عنه أيضاً أنه شعر يوماً بالعطش الشديد فضرب الأرض بعصاه فتفجرت عين ماء، ويقال أن أمه قبل أن تلده كانت تحب أكل السمك فوقفت يمامه على شباكها وتركت لها سمكة، وهذا هو سبب العادة المنتشرة في سيوة حتى الآن حيث تأكل أم المولود سمكا خاصة لو كان المولود ذكراً.

### مركز سيوة لتوثيق التراث
هو مركز يتبع مركز توثيق التراث الحضاري والطبيعي، التابع لمكتبة الإسكندرية ومدعم من وزارة الاتصالات وتكنولوجيا المعلومات. يهدف المركز إلى توثيق كافة جوانب التراث السيوي من عادات وتقاليد وحرف وصناعات يدوية وفن قديم وموسيقى وشعر ونحت، والمحميات الطبيعية، وطرق الري والبناء القديمة. يتعاون المركز مع عدة جهات منها مجلس مدينة سيوة، جمعية تنمية المجتمع المحلي، جمعية أبناء سيوة، مديرية الآثار بسيوة، مؤسسة كوسبي الإنمائية الإيطالية، جمعية البوغاز بمدينة طنجة بالمغرب، برنامج التراث الأوروبي المتوسطي التابع للاتحاد الأوروبي.

### متحف البيت السيوي
أنشئ المتحف بالتعاون مع الحكومة الكندية في حديقة مجلس المدينة على مساحة ثلاثة أفدنة، على طراز البيت السيوي التقليدي باستخدام الطوب اللبن وجذوع النخيل، ويجمع بين أرجائه تاريخ الحياة السيوية وتطورها على مدى مراحل زمنية مختلفة، ويحوي العديد من المقتنيات التي تعبر عن التراث السيوي الأصيل، والتي جمعت بالجهود الذاتية لأهالي الواحة مثل المجوهرات الفضية والآلات الموسيقية وأزياء الأفراح والسلال والأواني الفخارية وأدوات الزراعة. ولا يخضع المتحف لإشراف وزارة الثقافة، ولكن يشرف عليه مجلس مدينة سيوة، ويتولى الإشراف الفني لجنة مكونة من شيوخ القبائل وعدد من الأعضاء من أهالي سيوة من الجامعيين، وينفق المتحف على نفسه من خلال رسم الدخول المفروض على الزوار.

## الثقافة

### العمارة
للعمارة في سيوة طابع خاص ومميز حيث تبنى المنازل التقليدية بحجر الكرشيف الذي يتكون من الملح والرمال الناعمة المختلطة بالطين، وتصنع الأبواب والنوافذ من أخشاب شجر الزيتون والنخيل، وتستخدم مادة «الطفلة» للصق الأحجار، بعد خلطها بالرمال، وتنسجم تلك البيوت مع الجو القاري للمكان، ففي الشتاء تكون دافئة وفي الصيف تكون رطبة. إلا أنه مؤخراً ارتفع معدل البناء الخرساني بالواحة ما أدى إلى تراجع البناء التقليدي، بسبب احتياج الأبنية المعتمدة على الكرشيف لصيانة سنوية، بسبب ارتفاع منسوب المياه.

### الفنون
يعتبر الناي المعدني هو بطل الموسيقى السيوية، ويسود الغناء الجماعي كسيد الغناء الشعبي السيوي، وهو غناء طقوسي يرتبط بمواسم ومناسبات مثل الزواج والميلاد ومواسم الحصاد، والغناء في سيوة ليس طربياً، لكن معظم موضوعات الأغاني حول الغربة والهجر والحب والحكمة. فيما يعد فن التطريز بالواحة ذو طابع خاص، وتقوم على صناعته نساء الواحة ويتميز بتصاميم ملابس العروس، والملابس اليومية للنساء والرجال، والمفروشات والسجاد والكليم. ويستخدم في التطريز الألوان الخمسة الأخضر والأحمر والأصفر والأزرق والأسود، وتحافظ التصاميم السيوية على التراث المتوارث منذ آلاف السنين.

### المطبخ
للمطبخ السيوي خصوصيته وأكلاته المميزة ومن أشهر الأكلات السيوية «السلق» و«المخمخ» و«أبو مقدم». ويسمى الشاي السيوي «شاي زردة» حيث يقدم في براد مع عدد من الأكواب الصغيرة.

### الإعلام
اختيرت سيوة موقعاً لتصوير عدة أعمال فنية منها مسلسل كفر دلهاب، مسلسل واحة الغروب، مسلسل ألف ليلة وليلة،

## الاقتصاد

### الزراعة

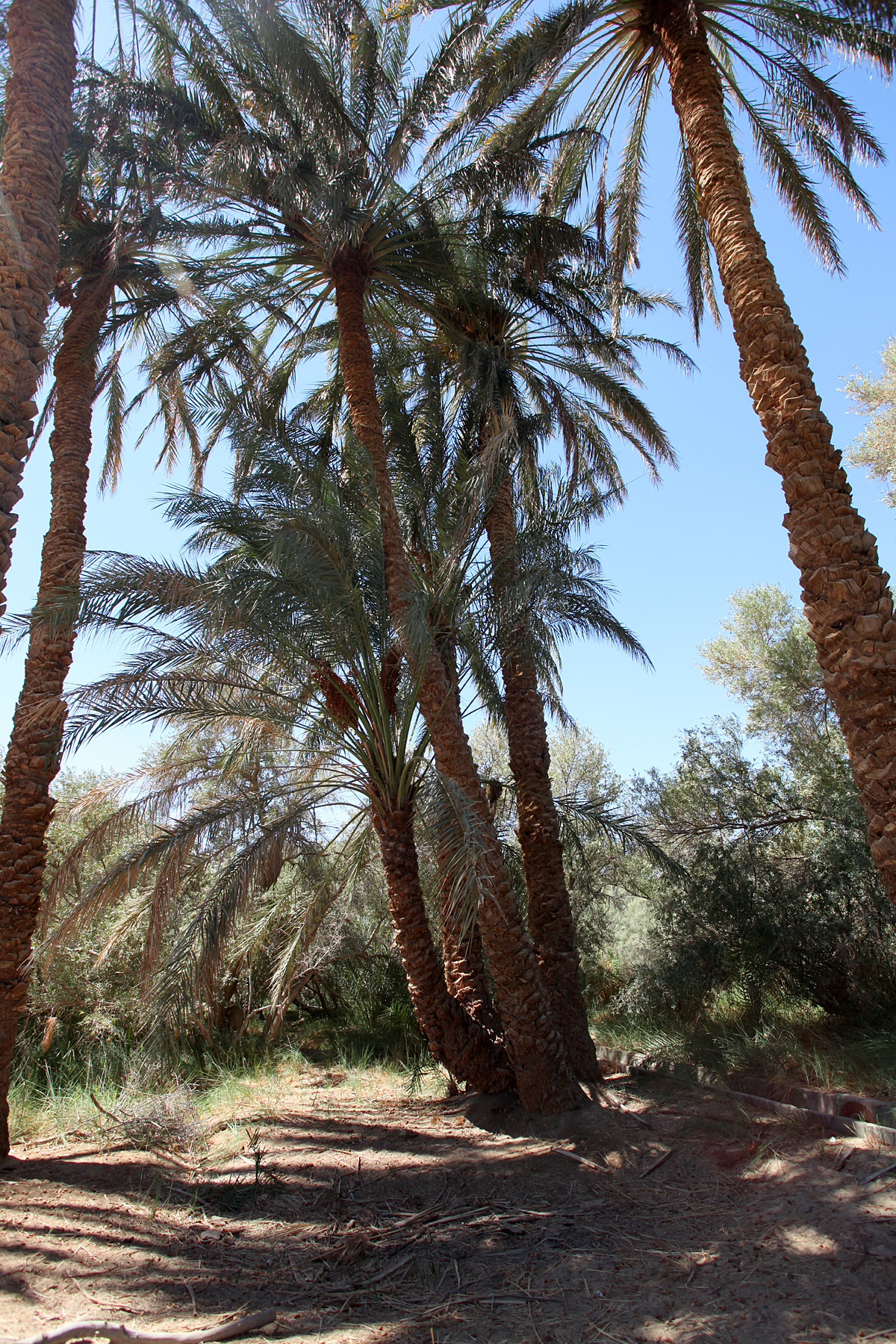
أشجار النخيل.

تعد سيوة من الأماكن الواعدة بإمكانيتها المائية الصالحة لاستصلاح آلاف الأفدنة كونها تقع بأكملها على نهر من المياه الجوفية العذبة. وتشتهر سيوة بزراعة نخيل البلح وأشجار الزيتون والفواكه المختلفة والحبوب كالقمح والشعير وبعض الخضروات، بالإضافة إلى بعض المزارع السمكية.
إلا أن الزراعة بالواحة تقابلها مشاكل تهدد بقائها جراء تملح الأرض وارتفاع منسوب مياه الصرف الزراعي.

### الصناعة

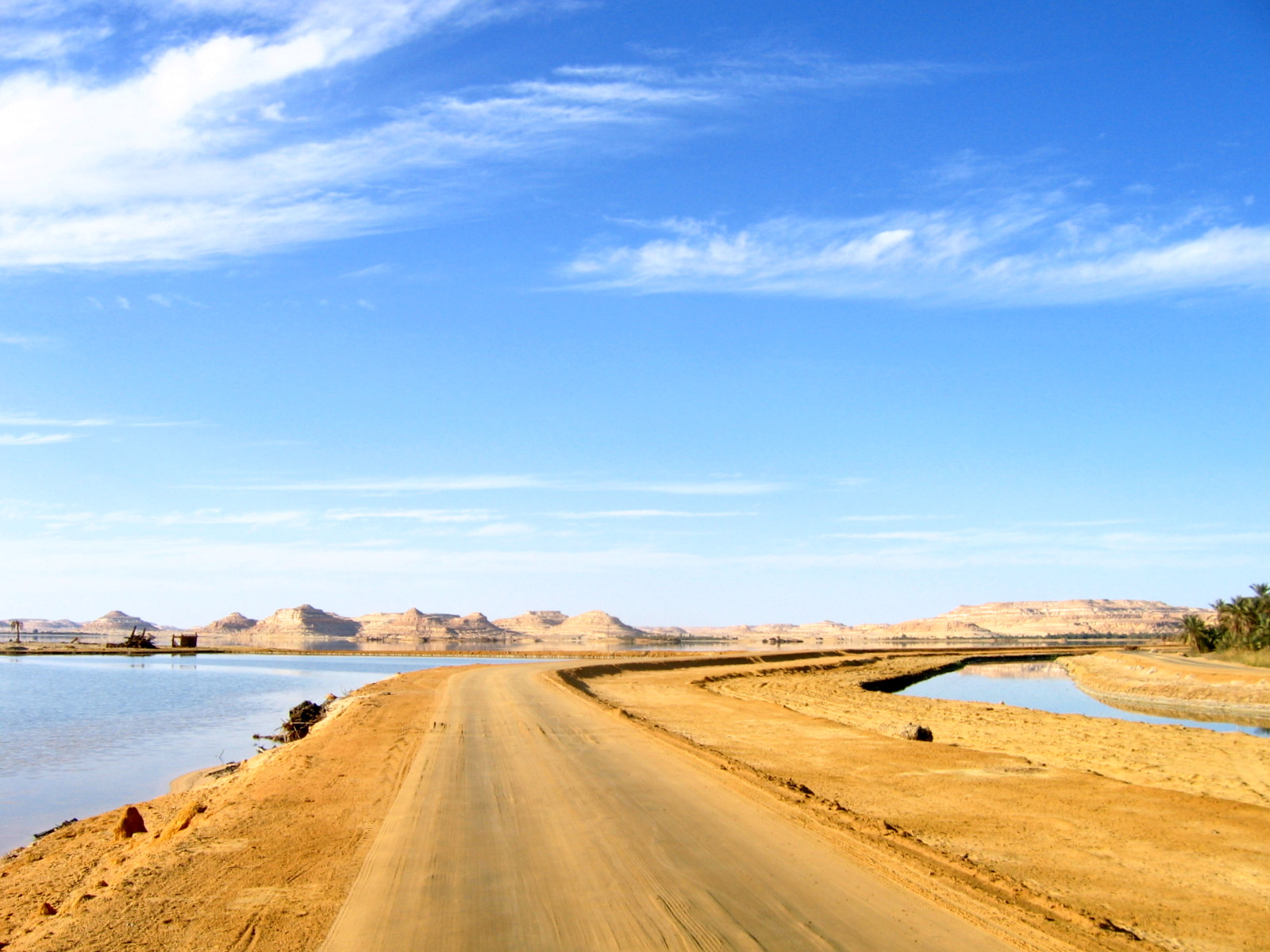
طريق بحيرة الملح.

تزخر سيوة بآبار المياه طبيعية على اختلاف أحجامها وأعماقها والتي تعد من أنقى مصادر المياه في مصر. وتعتبر سيوة مصب للخزان النوبي المصري، وهو أكبر خزان مياه جوفية في مصر، ينبع من النوبة وأسوان ويمر بمناطق صحراوية وواحات صغيرة ويصب في سيوة. جذب هذا الخزان الطبيعي للمياه عدة استثمارات محلية وأجنبية في قطاع المياه الجوفية، أقامت مصانع لتعبئة المياه الطبيعية والتي تشتهر بـ «المياه المعدنية» من بينها مصنع مياه سيوة ومصنع مياه حياة وصافي ومياه أمان سيوة. تنتشر بسيوة الملاحات والمحاجر التي تنتج عدة أنواع مختلفة من الملح لأغراض الاستخدام المحلي والتصدير. يتميز ملح سيوة بمقاييس عالمية وتختلف أنواعه ما بين ملح صخري أو غيره والتي جعلته صالحاً للاستخدام في الدول الأوروبية لأغراض إذابة الثلوج من الطرقات والمطارات، كما يدخل في صناعات عديدة منها الصابون والحرير الصناعي وتكرير الزيوت والغزل والنسيج والكلور والصودا الكاوية والزجاج ومعجون الأسنان والمنظفات الصناعية وعمليات التبريد ووقود الصواريخ والبارود والطوب الحراري وفي معالجة الصرف الصحي وغيرها. ونظراً لتميز سيوة بإنتاجها الزراعي عالي الجودة، فقد اجتذبت عدة استثمارات لمصانع إنتاج وتعبئة التمور بجميع أنواعها وإنتاج الخل والدبس والخميرة الطازجة والعلف الحيواني كما يضم مصانع لإنتاج وتعبئة زيت الزيتون. ويخرج من هذه المصانع منتجات تنافس في السوق المحلية وصالحة للتصدير.

### السياحة

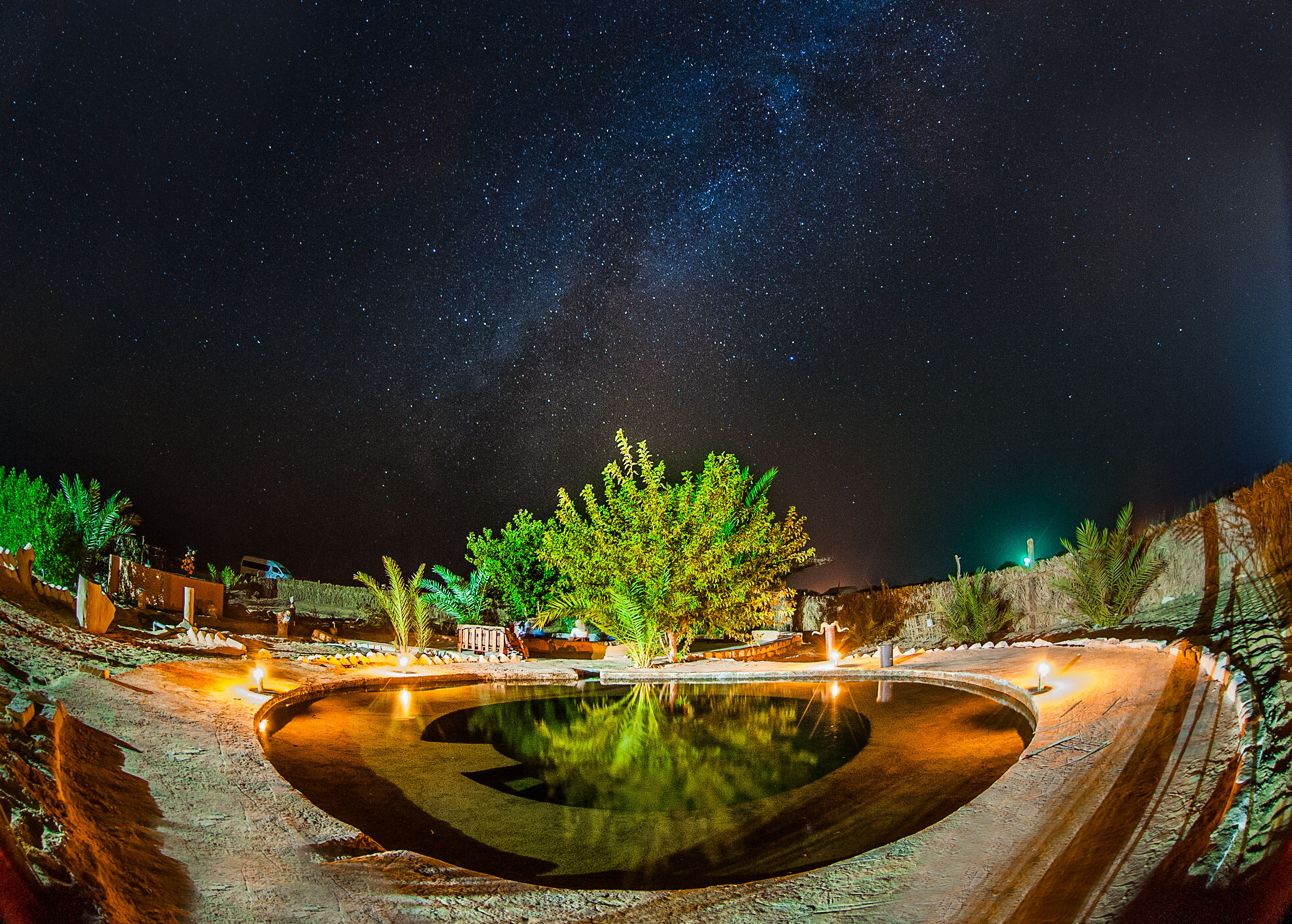
ليل واحة سيوة.

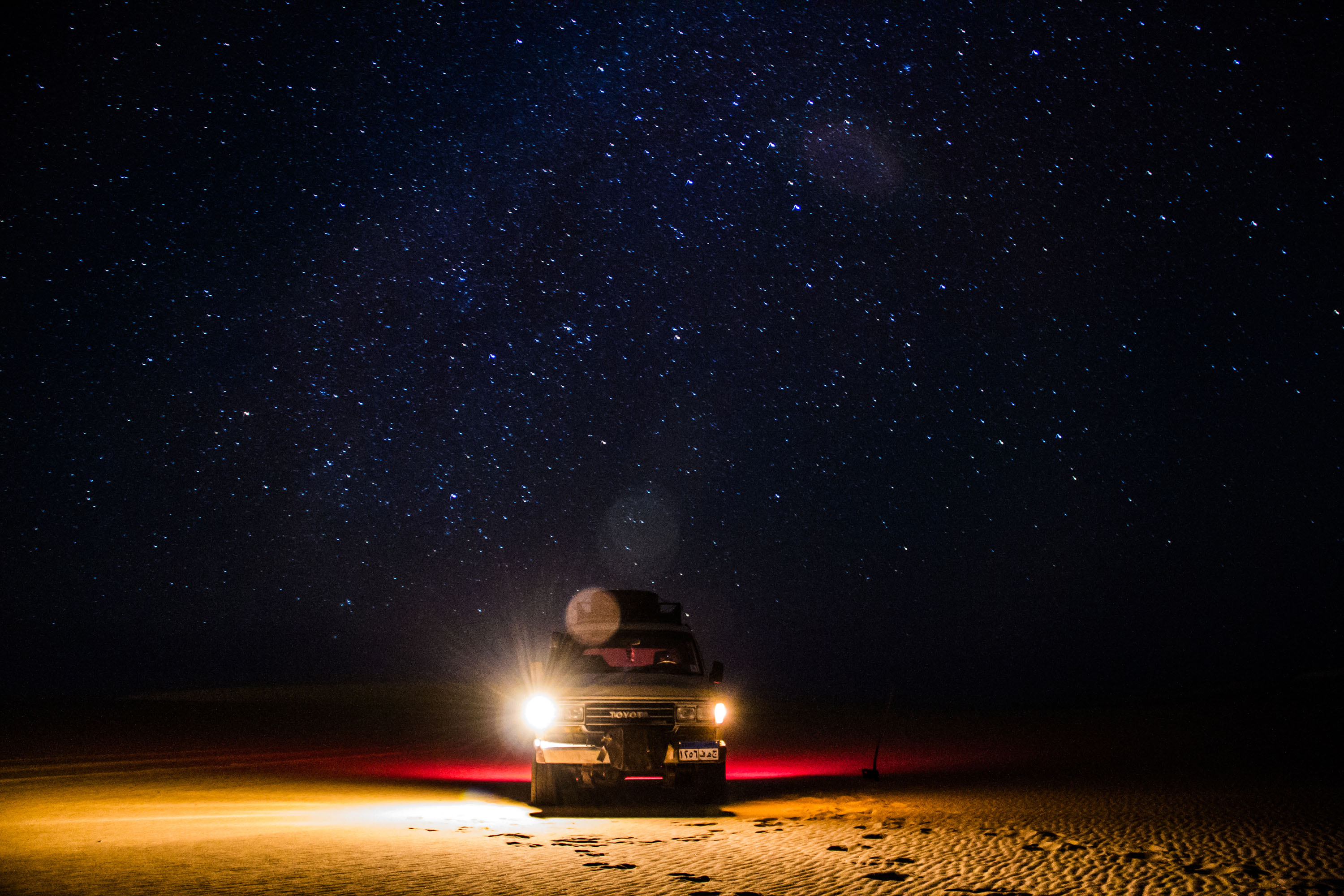
رحلات السفاري الليلية بصحراء سيوة.

تشتهر سيوة بالسياحة العلاجية، حيث يتوفر بها الرمال الصفراء الناعمة النظيفة الصالحة لأغراض الطب البديل وعلاج أمراض الروماتيزم والتهاب المفاصل، ويعتبر الحمام الرملي هو الطريقة المتبعة للاستشفاء في وقت الضحى وقبل غروب الشمس. ويوجد بالواحة مزارات أثرية شهيرة مثل مبعد آمون ومقابر جبل الموتى وعين كليوباترا وبقايا مدينة شالي القديمة. ومن الأماكن الطبيعية التي يحرص السائحون على زيارتها جزيرة فطناس التي تحيط بها بحيرة مالحة من ثلاث جهات، ويتوسطها عين للمياه العذبة، وينتشر على أرضها أشجار النخيل والزيتون. فيما تعتبر رحلات السفاري باستخدام سيارات الدفع الرباعي من الرحلات المحببة لزائري الواحة، يقضون خلالها ليلة سمر سيوية وسط الطبيعة الصحراوية الفريدة للمكان. وينتشر بسيوة الفنادق والمنتجعات بدءاً من فنادق الثلاث نجوم، وحتى منتجعات الخمس نجوم، التي تنسجم مع الطابع البيئي للواحة، وتحرص على أن يكون أثاثها ومفروشتها وتصاميم غرفها في اتساق تام مع التراث السيوي. وتشير بعض الإحصائيات إلى أن سيوة تستقبل حوالي 30 ألف سائح سنوياً من المصريين والأجانب.

### الحرف اليدوية
تعد الصناعات الفخارية اليدوية من أميز الحرف التقليدية بالواحة، والتي يأتي على رأسها طحون الطاجين، وأواني الطهي الصحراوية ذات الشكل الهرمي التقليدي والمزخرفة بشكل جميل. فيما تتميز صناعة الحلي السيوي بتصميمات راقية وبسيطة في نفس الوقت، ويستخدم في تصنيعها مواد مختلفة من الذهب والفضة والأحجار الكريمة والجلود والخيوط.

## البنية التحتية

### البنوك

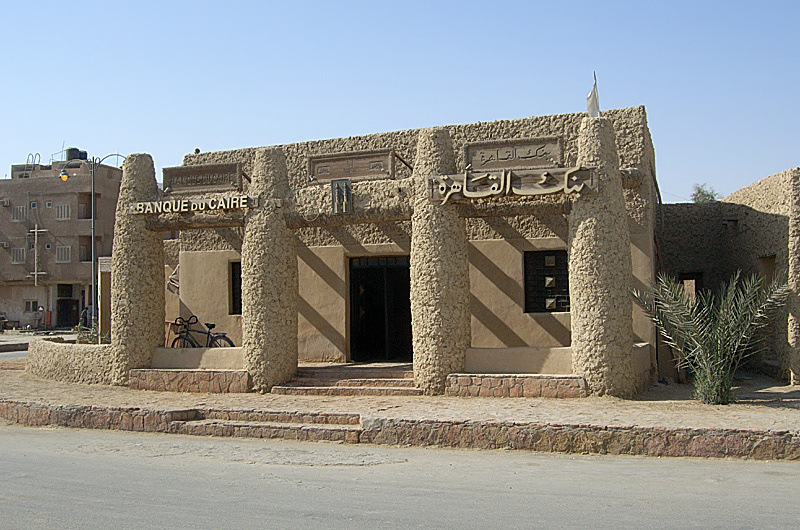
فرع بنك القاهرة بسيوة.

يوجد بالواحة فرع لبنك القاهرة الحكومي مبني على الطراز السيوي التقليدي، ويقدم جميع الخدمات المالية لأبناء الواحة.

### التعليم
تضم سيوة 26 مدرسة لمراحل التعليم الابتدائي والإعدادي والثانوي (العام، الفني، الزراعي) موزعين على مختلف قرى الواحة، إلا أنه رغم وجود المدارس بأنواعها المختلفة إلا أنها تعاني عجزاً بأعضاء هيئة التدريس، بسبب قلة المدرسين من أهل الواحة، وعزوف المدرسين المغتربين عن السفر للعمل بالواحة، بما يؤثر سلبياً على سير العملية التعليمية.

### الصحة
تندر الخدمات الطبية بالواحة، حيث تضم مستشفى مركزي مجهز بالإمكانيات والمعدات إلا أنه يعاني من نقص في عدد الأطباء بسبب عزوف الأطباء المغتربين عن السفر للواحة لموقعها النائي، الذي يعد في الأطراف الحدودية لمصر. وفي حالة عدم توفر أطباء لعلاج الحالات أو إجراء العمليات يتم تحويل المرضى إلى مستشفى مطروح لإجراء الجراحات اللازمة.

### الكهرباء
يوجد بالواحة محطة كهرباء تعمل بالطاقة الشمسية بقدرة 10 ميجاوات نهاراً بالتكامل مع محطة كهرباء مركزية تعمل بالديزل، وتغطي المحطتان احتياجات المدينة بالكامل من الطاقة الكهربائية لتحقيق التنمية الاقتصادية والاجتماعية والنهوض بالواحة سياحياً وتنموياً.

### الرياضة

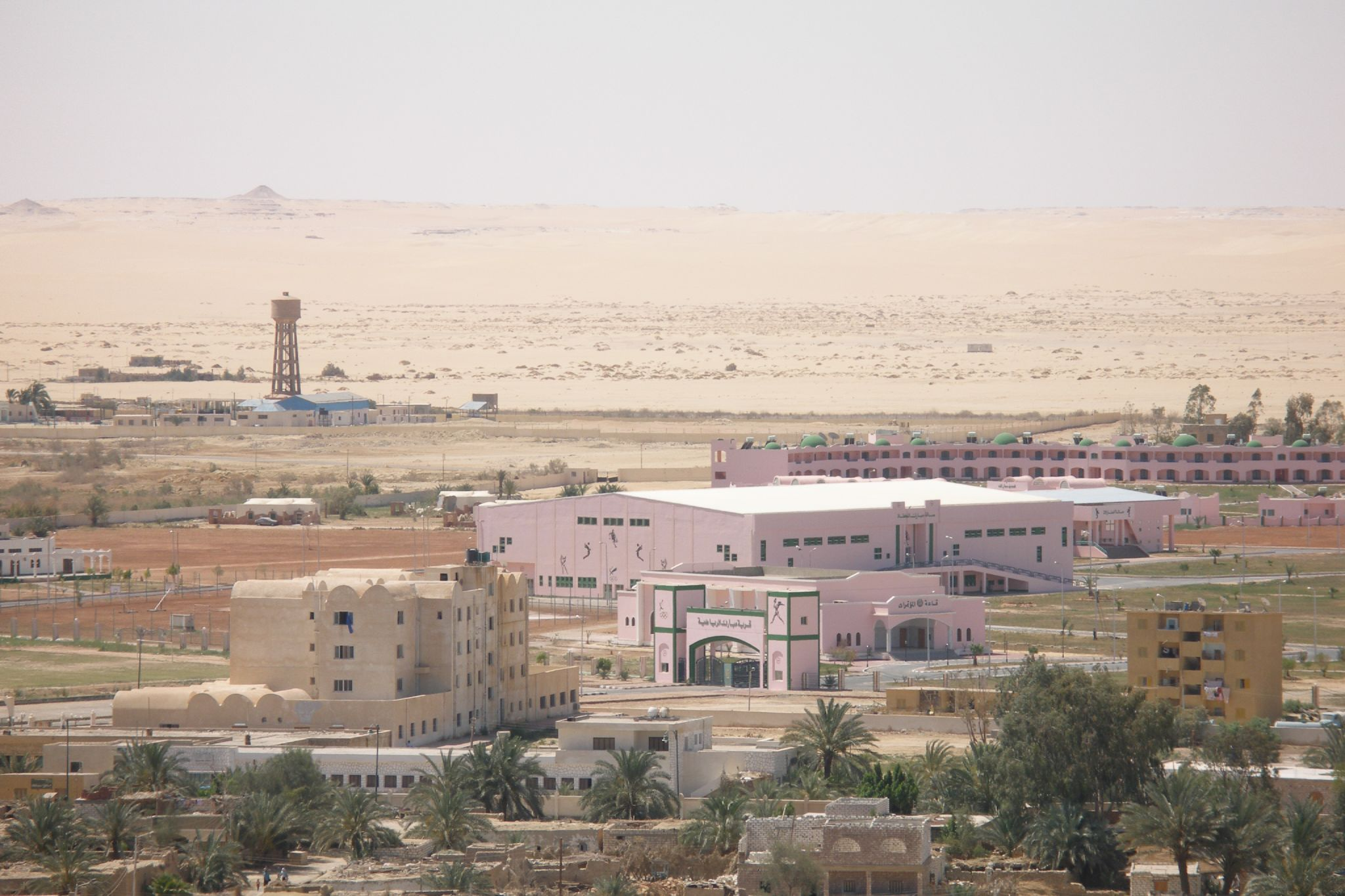
القرية الأوليمبية.

يوجد بالواحة قرية أوليمبية رياضية مزودة بصالة مغطاة واستاد رياضي، شيدتها القوات المسلحة المصرية بهدف تنمية الواحة وخدمة أبنائها.

### الفنادق
تضم الواحة 32 قرية وفندق سياحي يغلب عليها طابع التمدن، إلا أن بعضها يراعي الطابع البيئي للمنطقة ويستخدم حجر الكرشيف في البناء.

#### فندق أدرير أميلال
هو فندق مبني على طراز المنازل السيوية التقليدية، بنيت حوائطه من حجر الكرشيف الذي يتكون من الملح والرمال الناعمة المختلطة بالطين فيما صنعت الأبواب والنوافذ من خشب أشجار النخيل. يقع الفندق في وسط صحراء سيوة ويبعد حوالي 16 كم عن الواحة، ويتميز ببعده عن المظاهر الحضارية مثل الكهرباء ويحظر على النزلاء استخدام الهواتف المحمولة خارج الغرف. يتكون الفندق من 40 غرفة ويتسم تصميمه بالانسجام مع طقس الصحراء، وتتم الإضاءة ليلاً عن طريق الكشافات والشموع وضوء القمر، ويحيط به 7 بحيرات ملحية وأشجار زيتون على امتداد 25 كم. يعد الفندق من أغلى فنادق العالم حيث يبدأ سعر الغرفة فيه من حوالي 460 جنيه استرليني لكل ليلة، وأقام فيه من قبل الأمير تشارلز وزوجته كاميلا في غرفة سعرها 1420 جنيه استرليني.

### النقل والمواصلات
يربط الواحة بالمدن المجاورة لها عدة طرق برية تتمثل في: طريق مرسى مطروح/سيوة بطول 302 كم، وطريق سيوة/السلوم بطول 307 كم، وطريق سيوة/جغبوب، وهو طريق تحت الإنشاء تنفذه القوات المسلحة بطول 88 كم ويمتد من واحة سيوة حتى واحة جغبوب الليبية.

#### المسافة بين سيوة والمدن المجاورة
المسافة بالكيلو متر::391
| المحافظات | مرسى مطروح | السلوم | الواحات البحرية | الإسكندرية | الجيزة | القاهرة |
| سيوة      | 302        | 307    | 400             | 594        | 749    | 820     |

## معرض صور

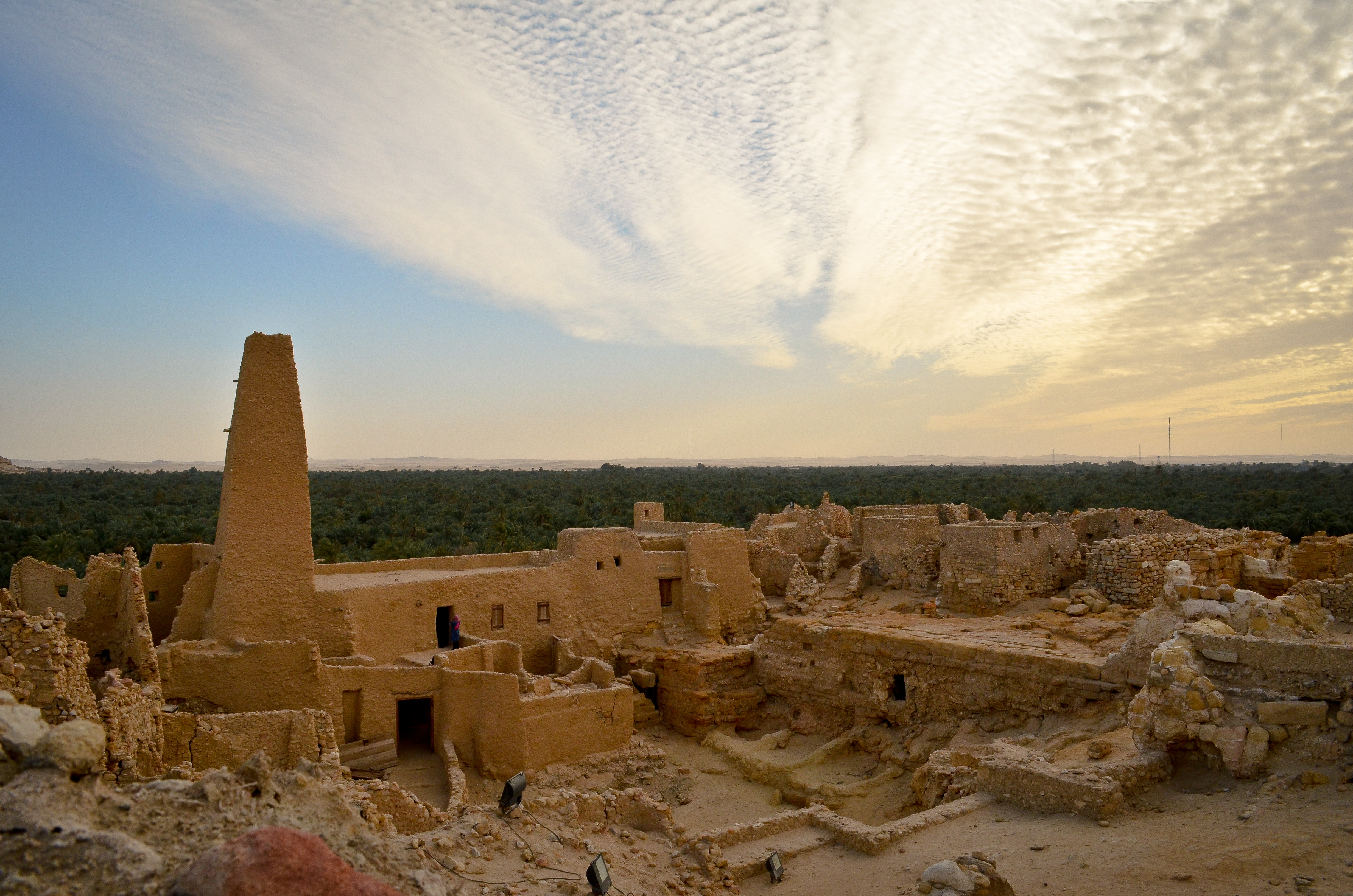
معبد أمون
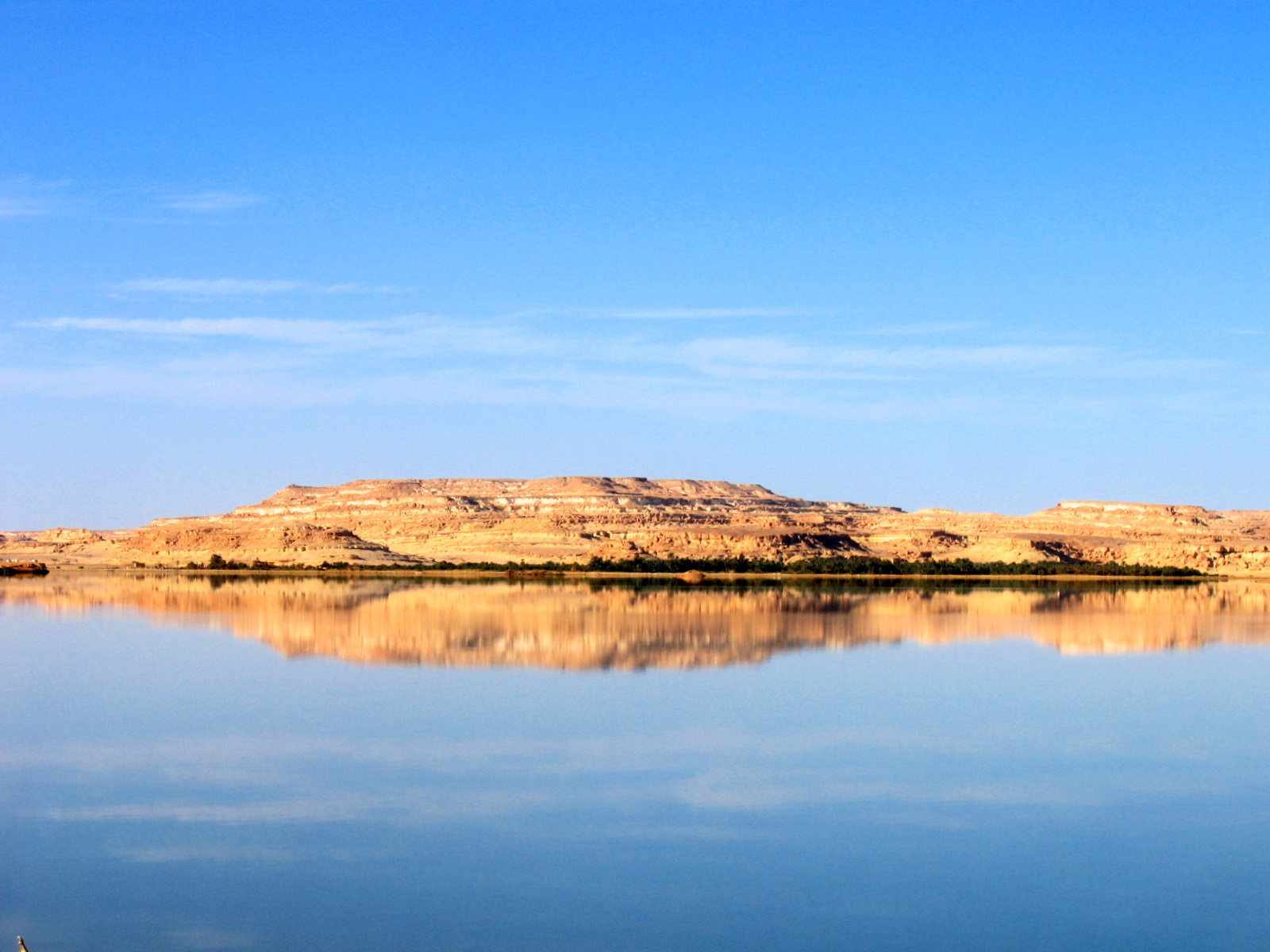
أحد بحيرات سبوة
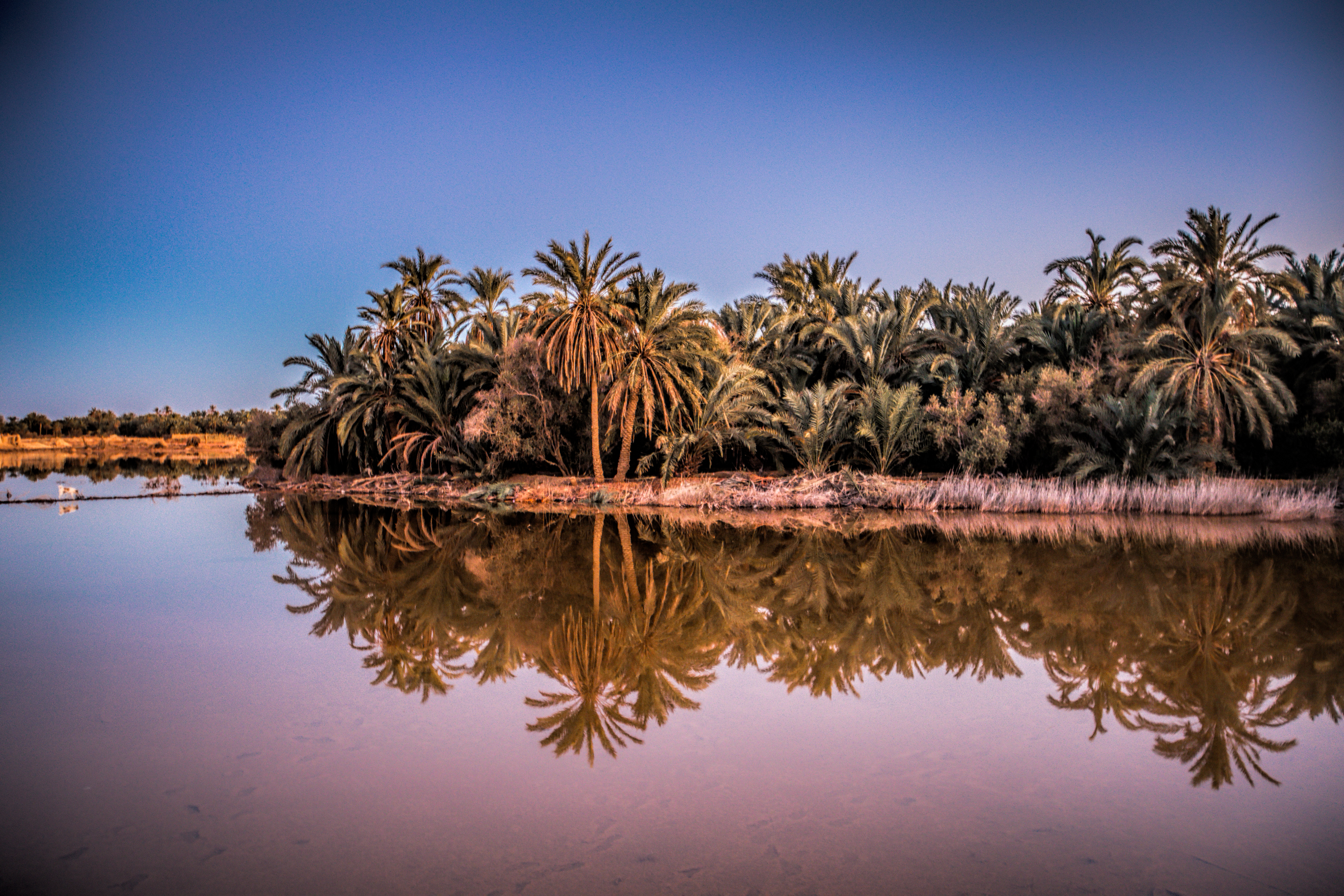
بحيرة فطناس
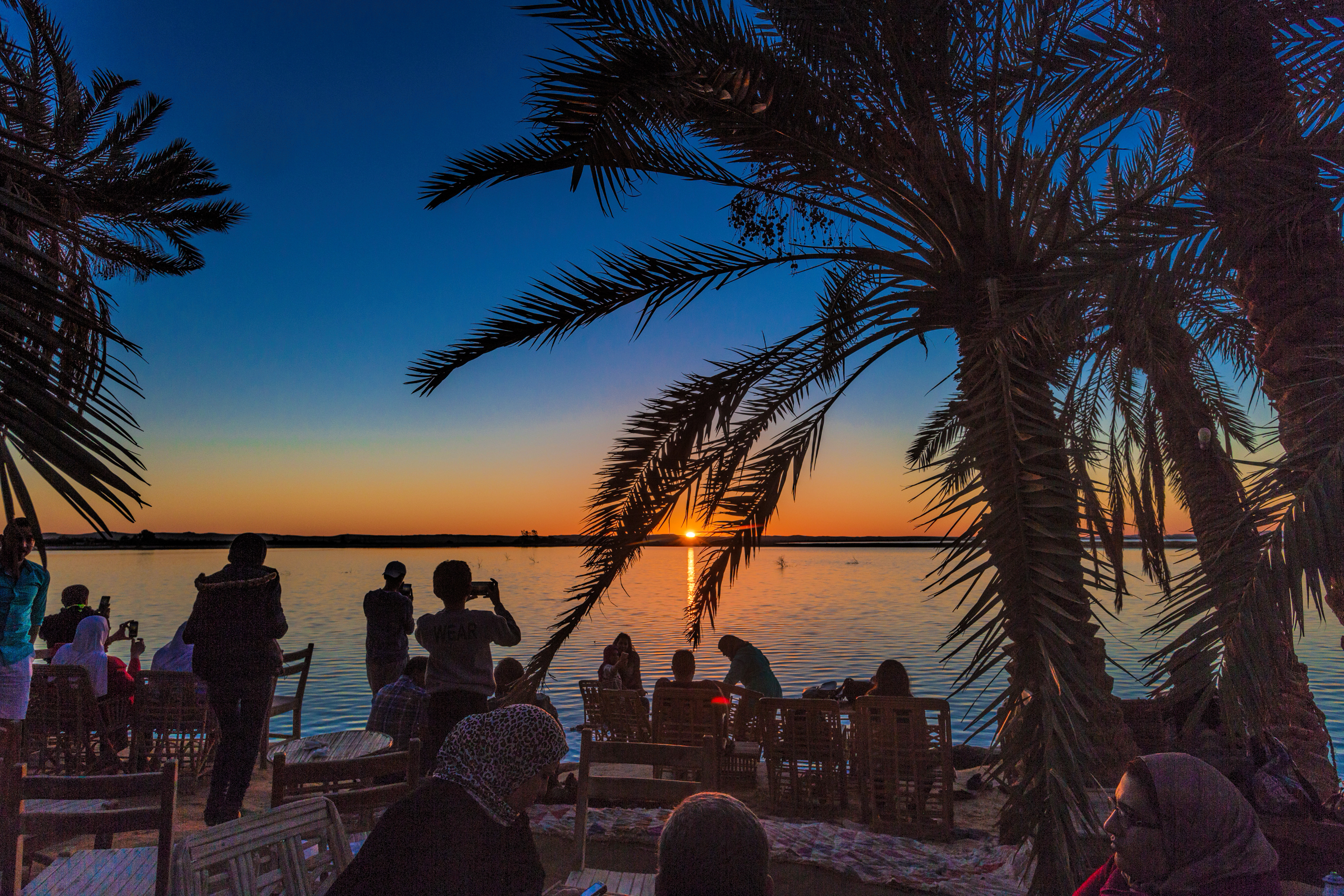
بحيرة فطناس
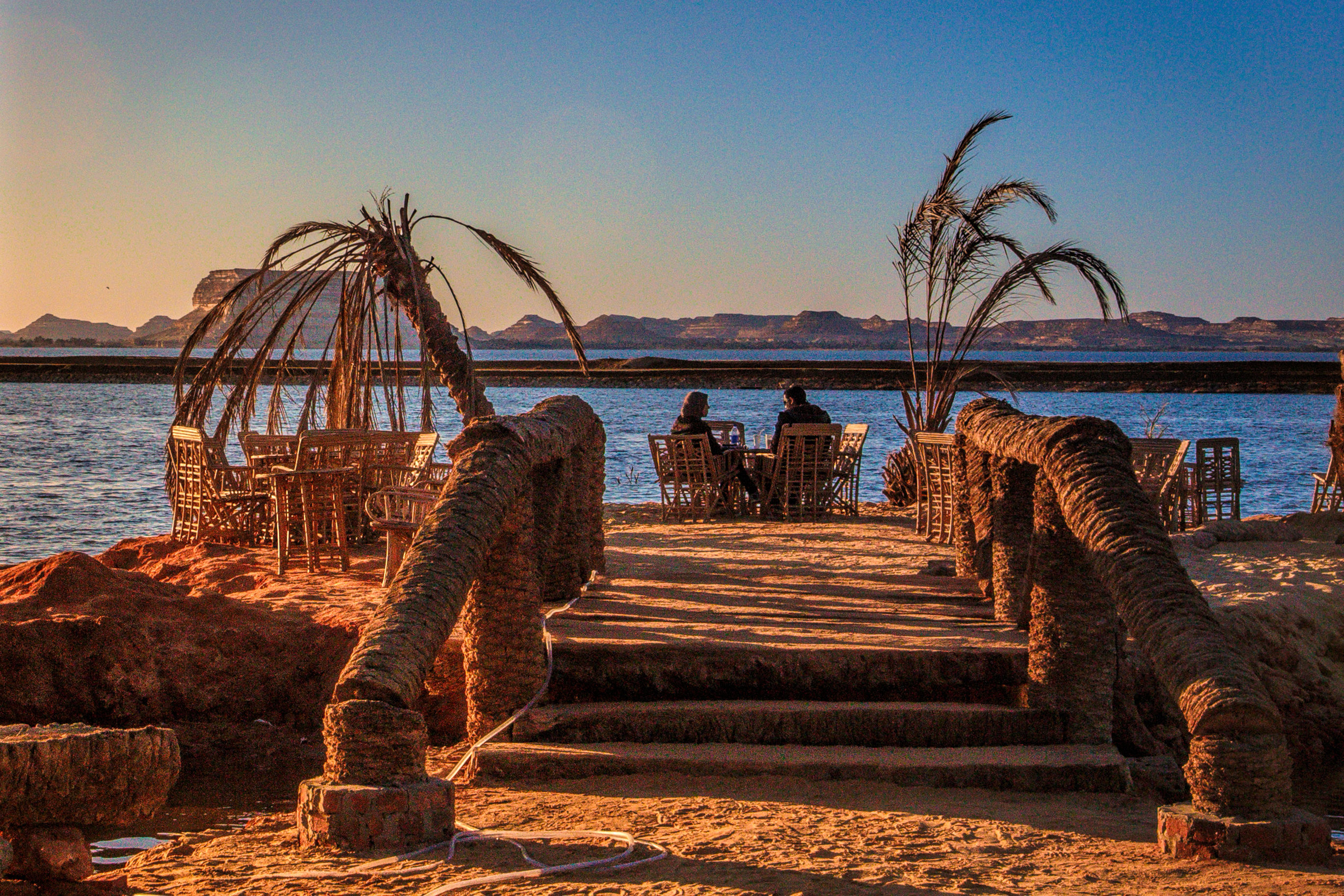
بحيرة فطناس
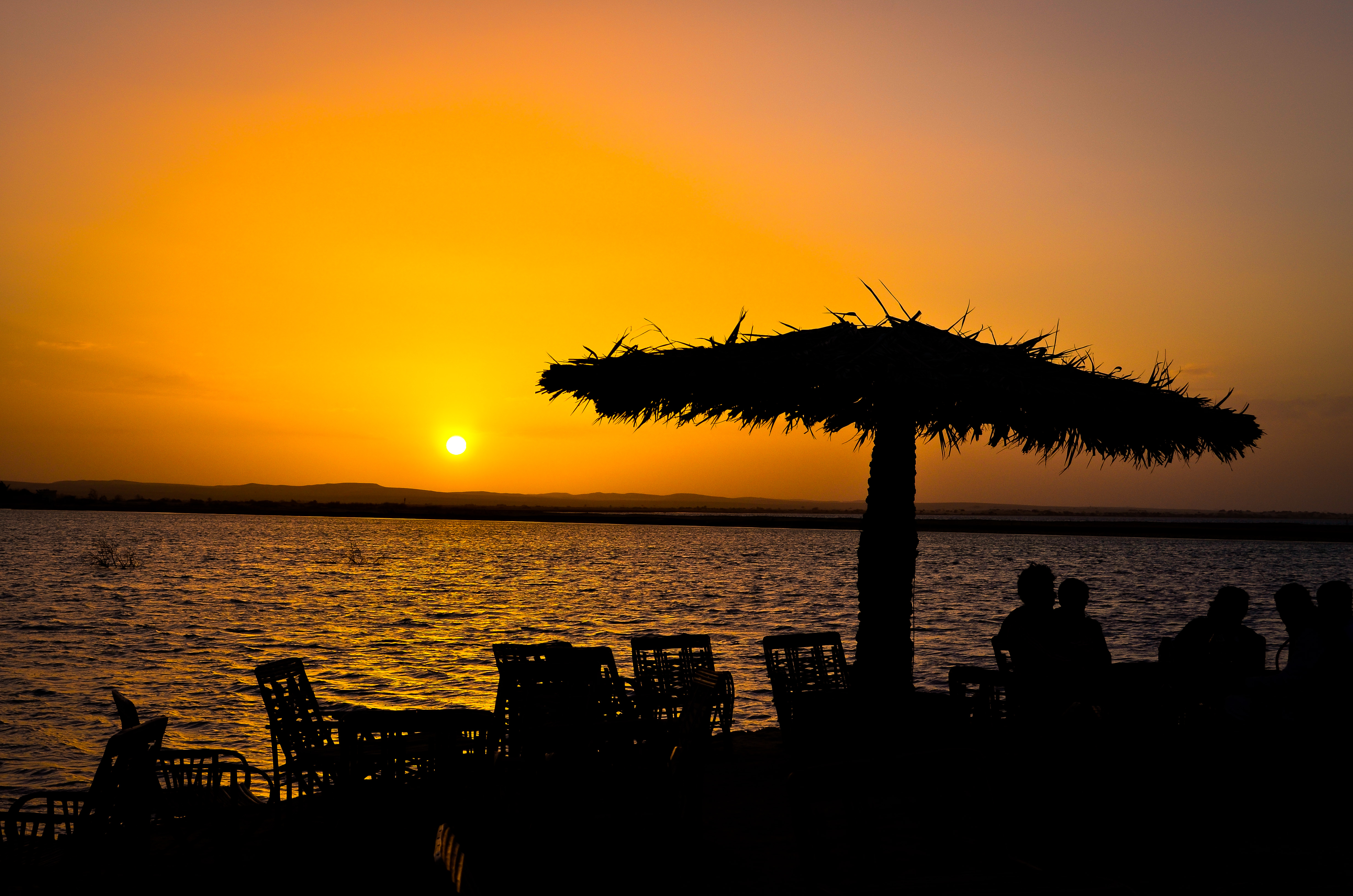
بحيرة فطناس
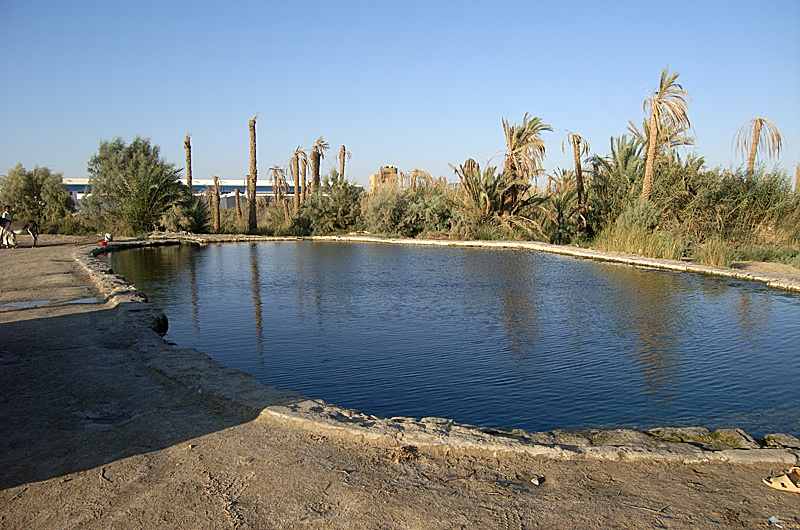
عين شروف
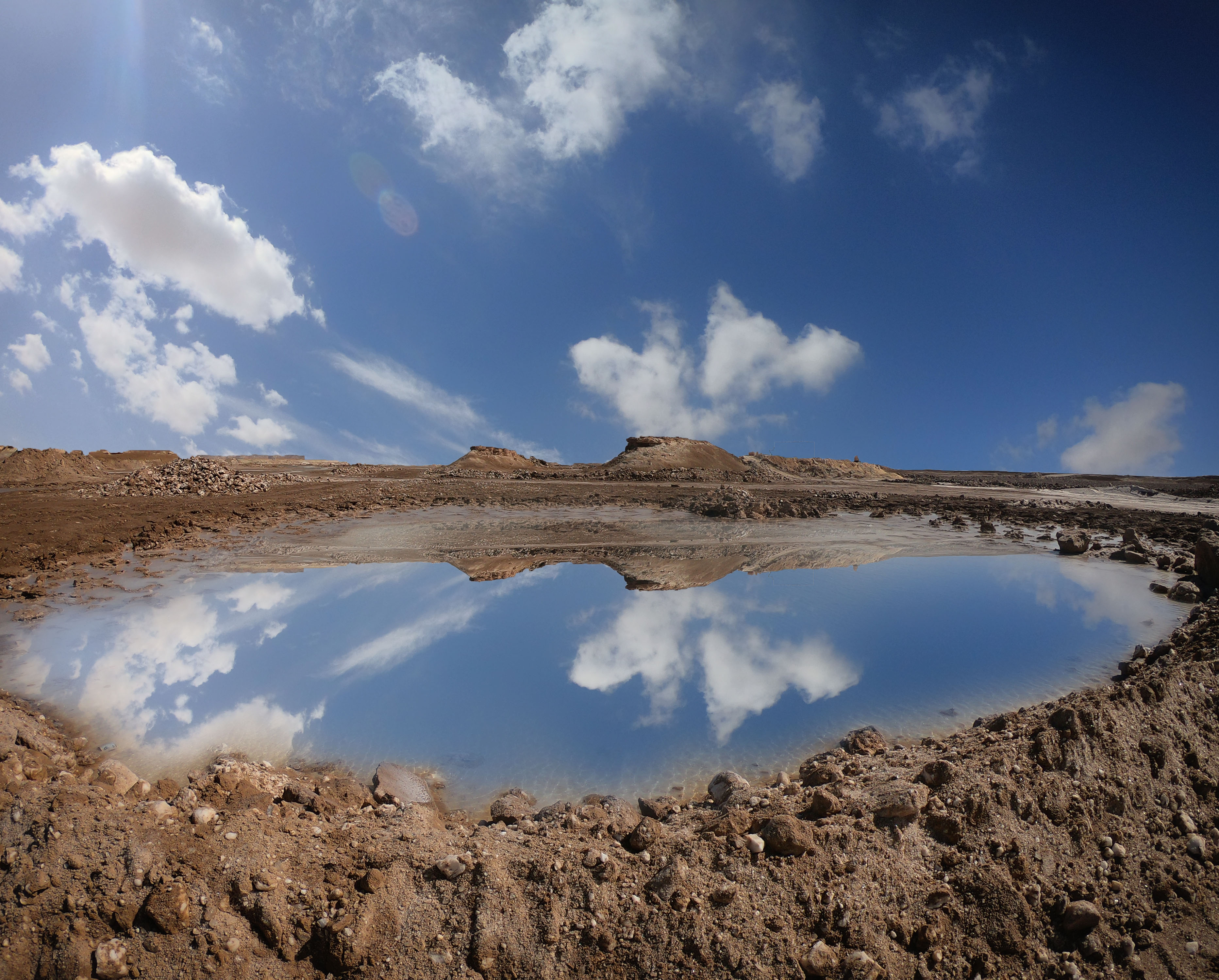
بحيرات الملح
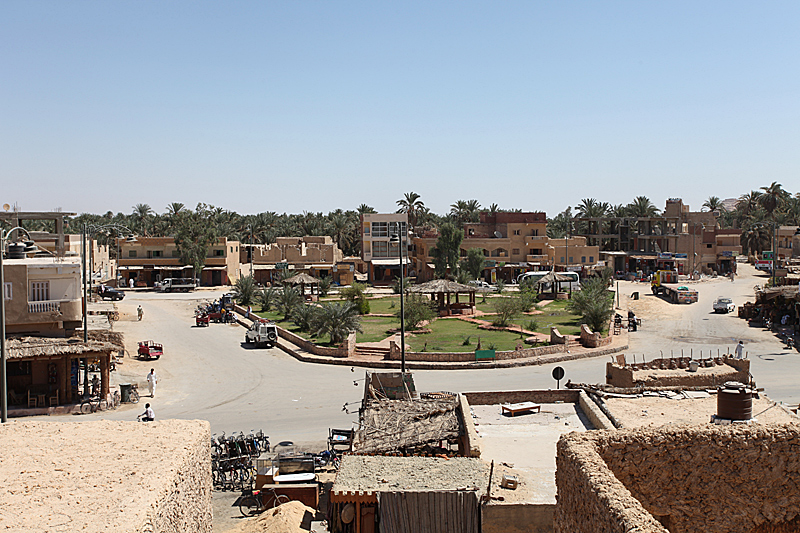
سوق مدينة سيوة البلد
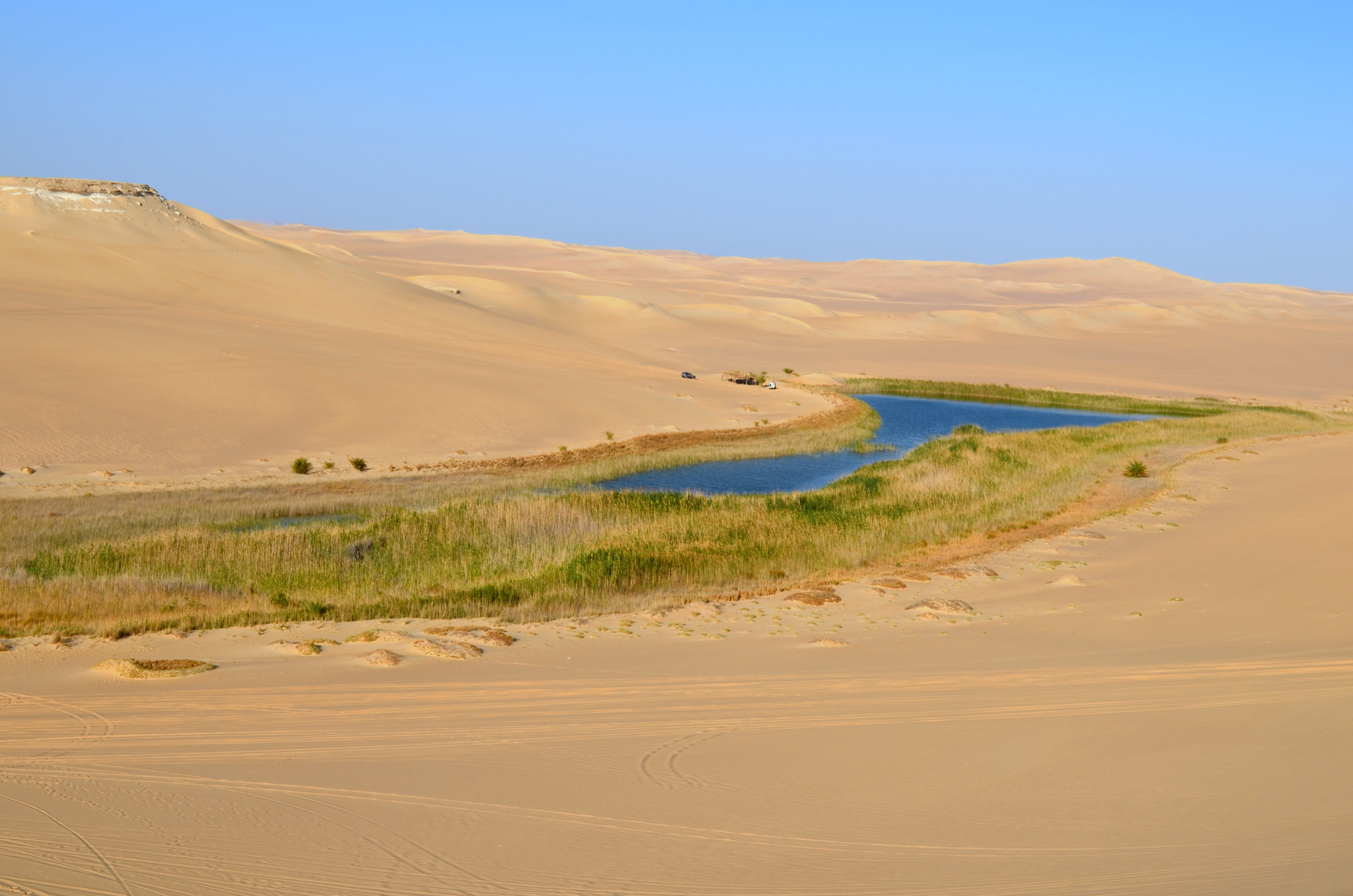
منظر طبيعي بواحة سيوة
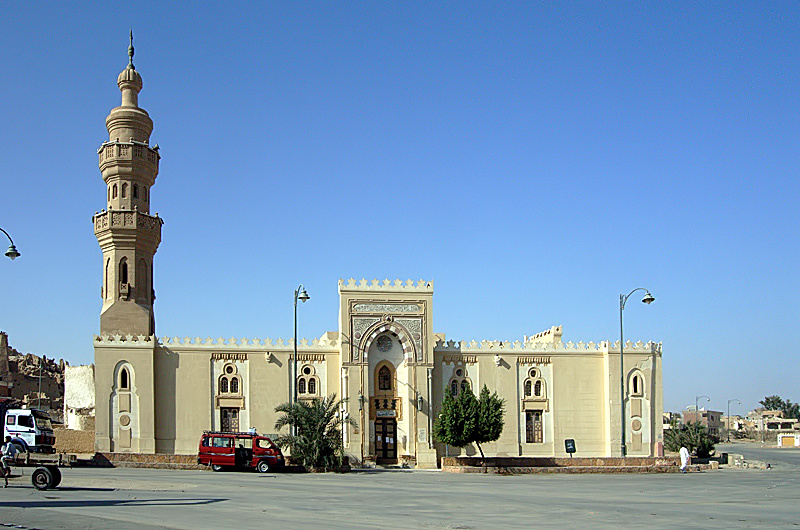
جامع الملك فاروق - سيوة البلد
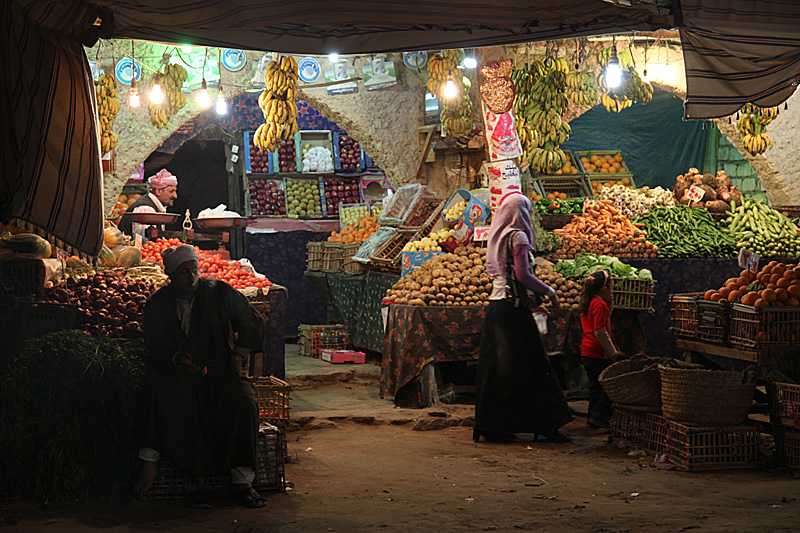
بقالة بسيوة البلد
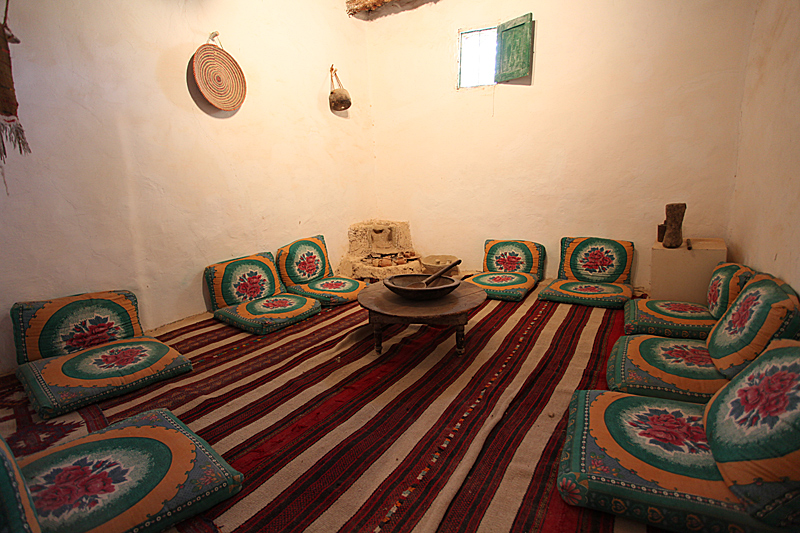
مجلس تقليدي بمتحف سيوة
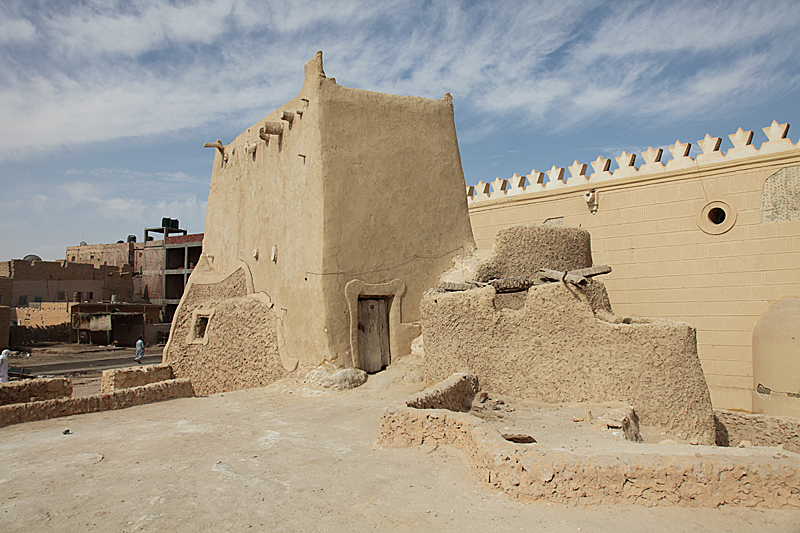
ضريح سليمان
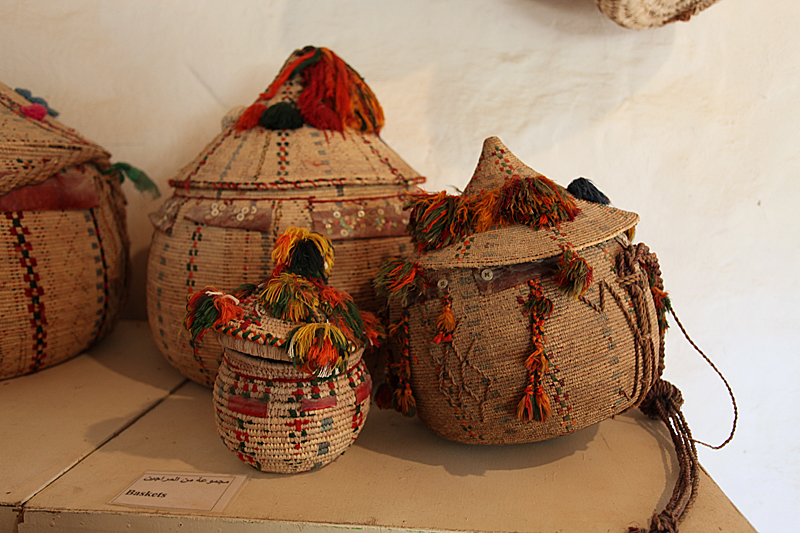
مشغولات يدوية بمتحف سيوة
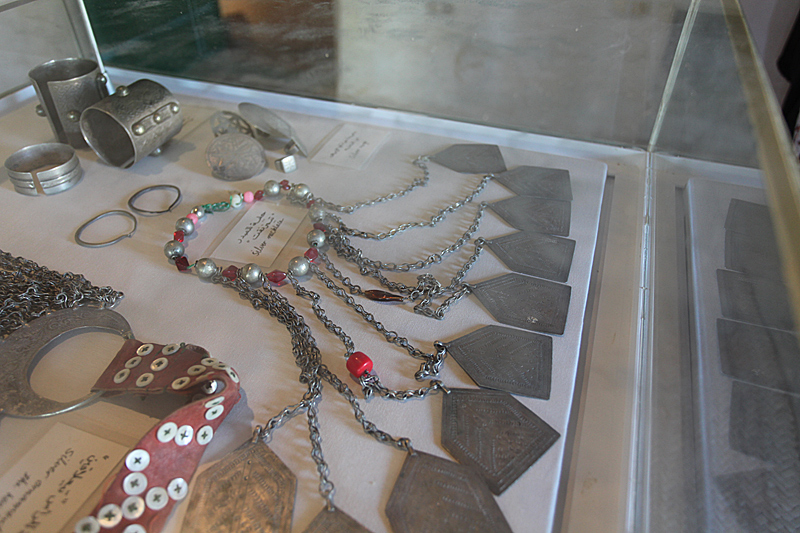
صناعة الطراز المميز من الحلي الفضية
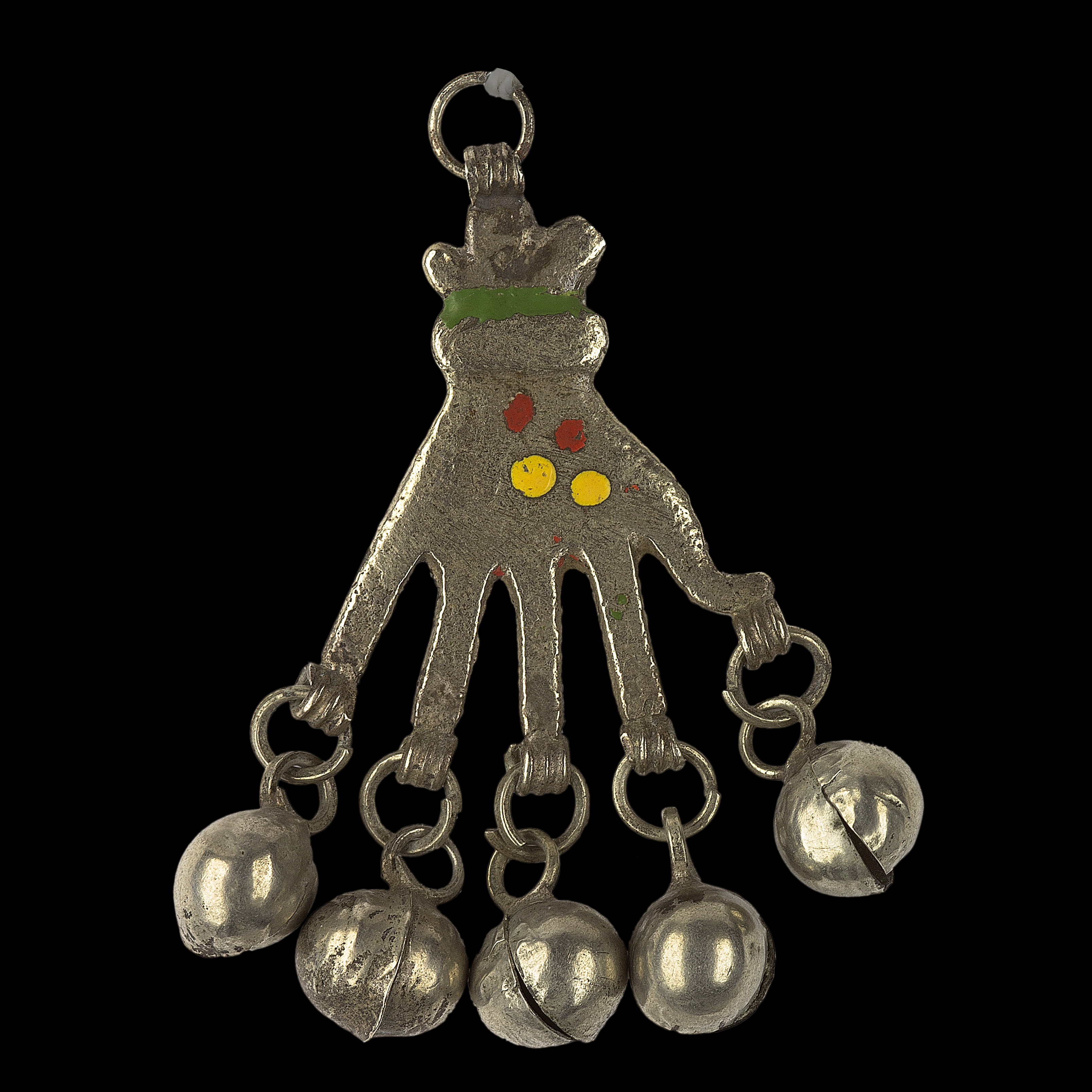
مصنوعات يدوية
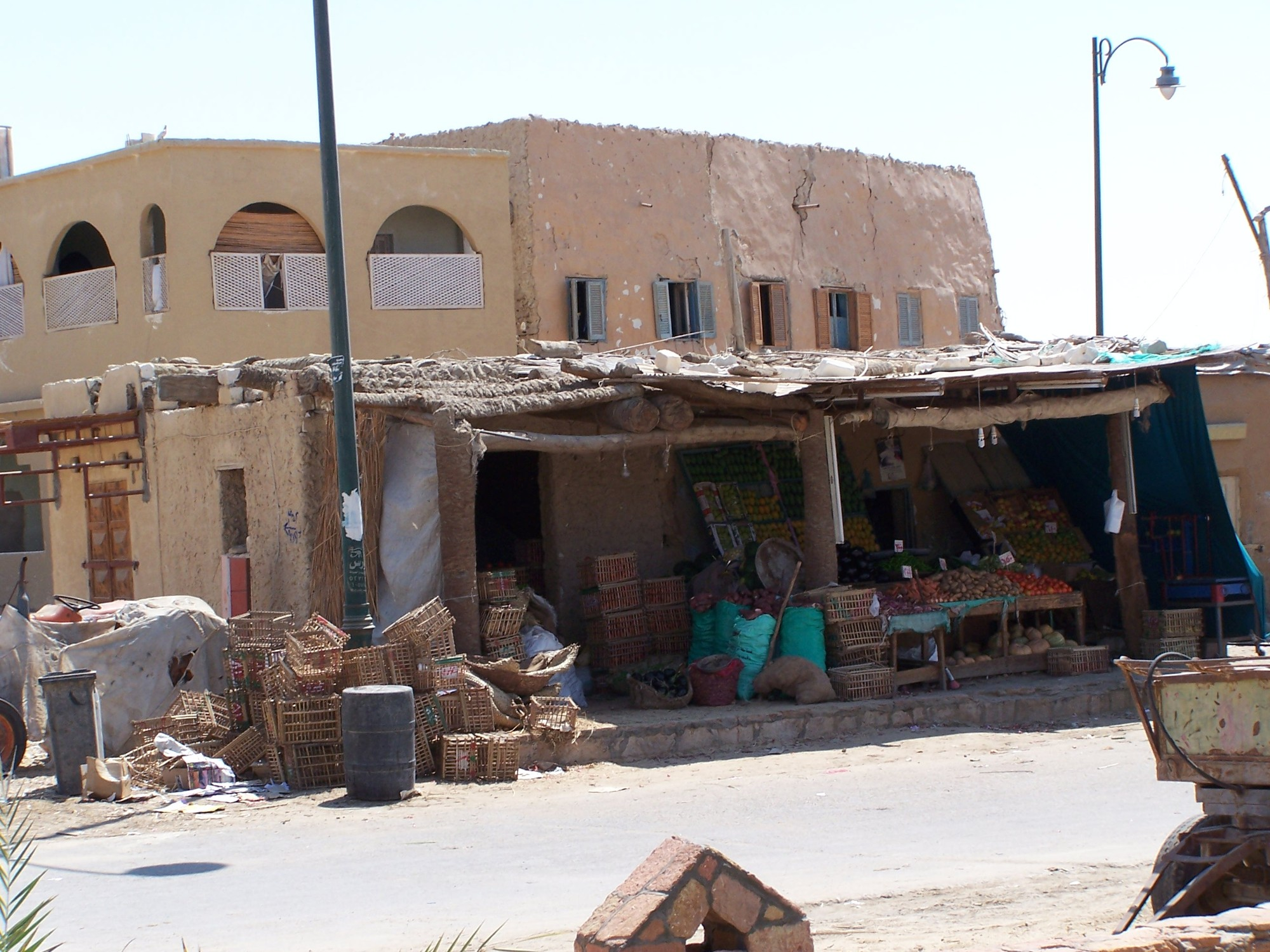
محل بقالة بسيوة
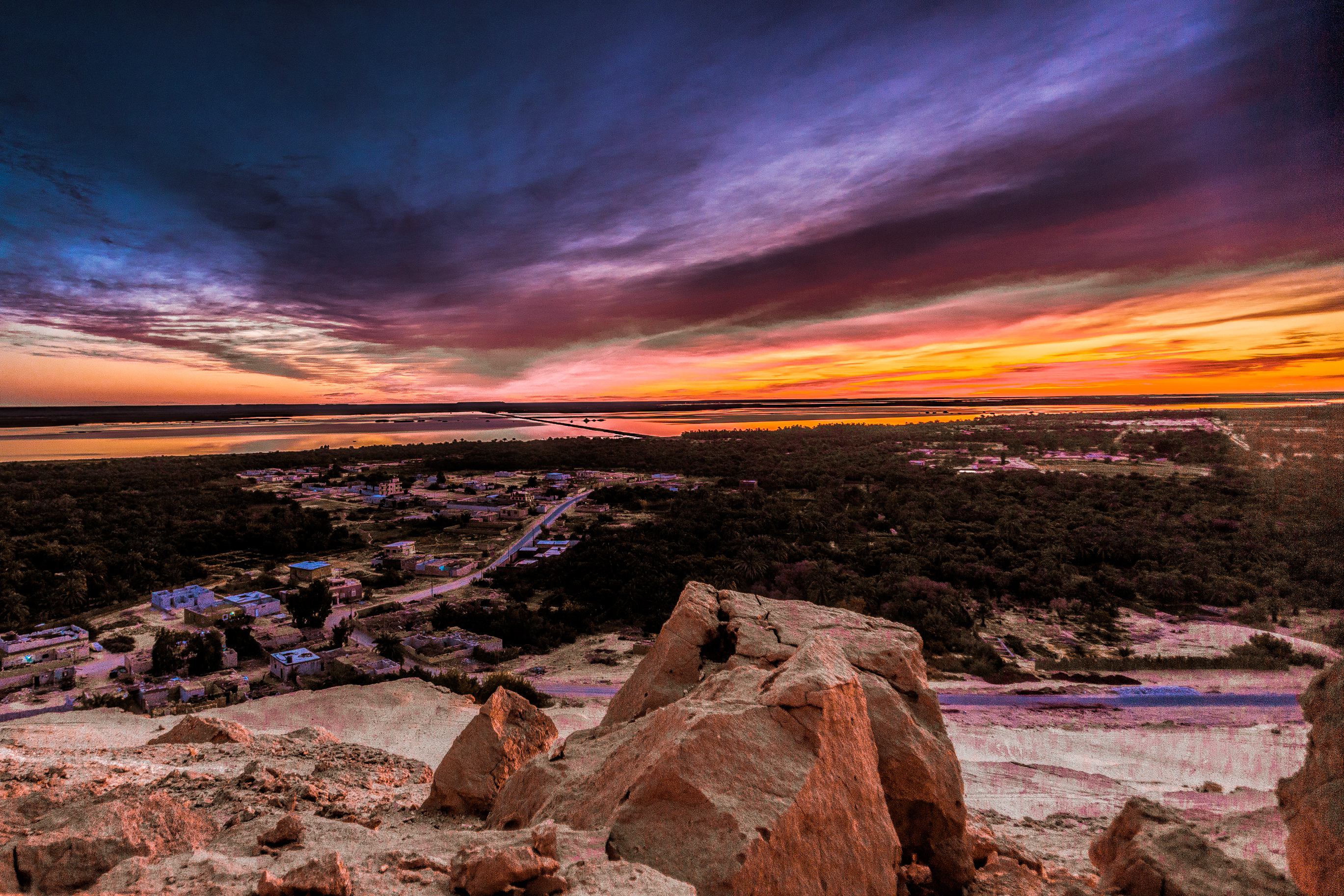
منظر من أعلى جبل الدكروري
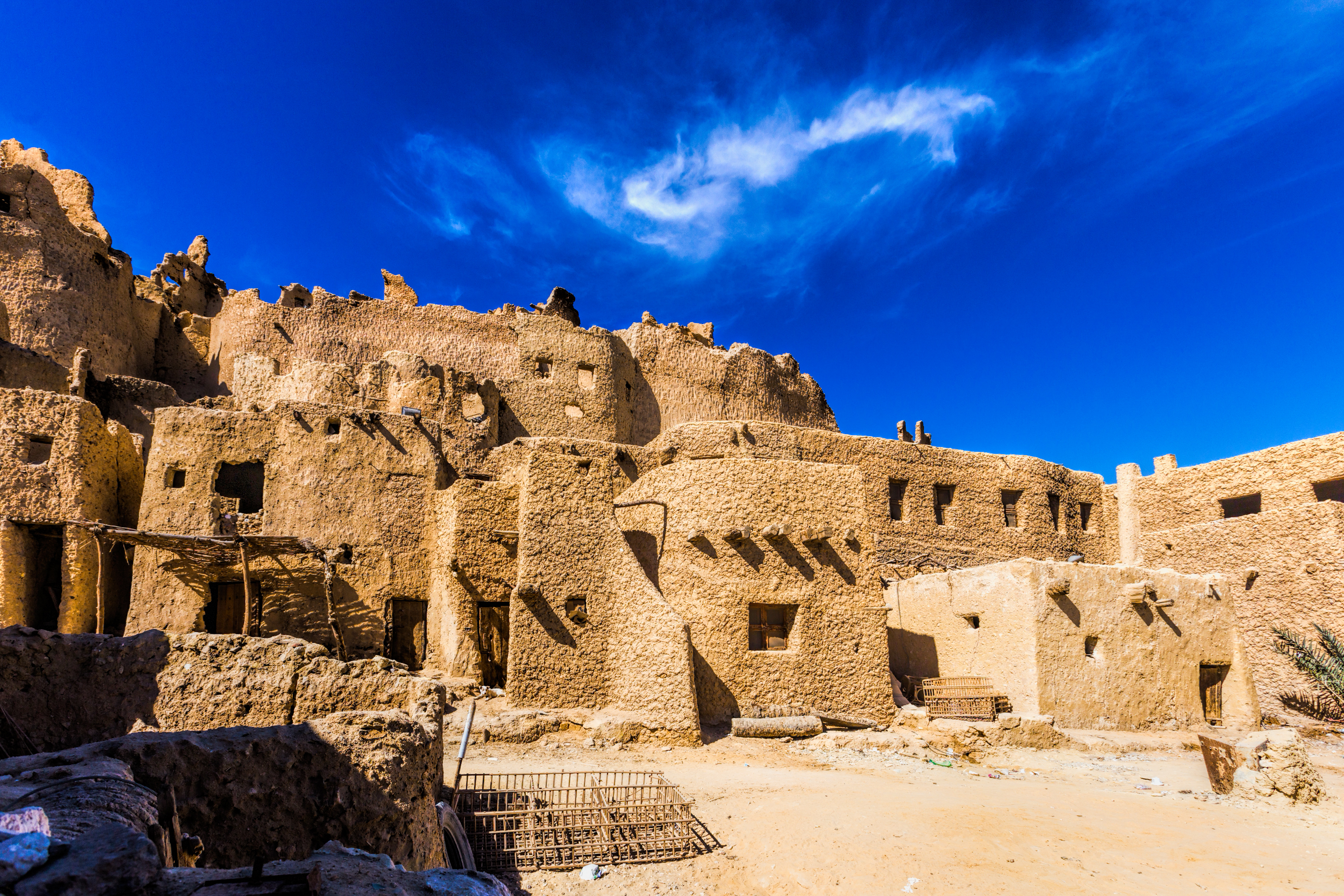
مدينة شالي القديمة
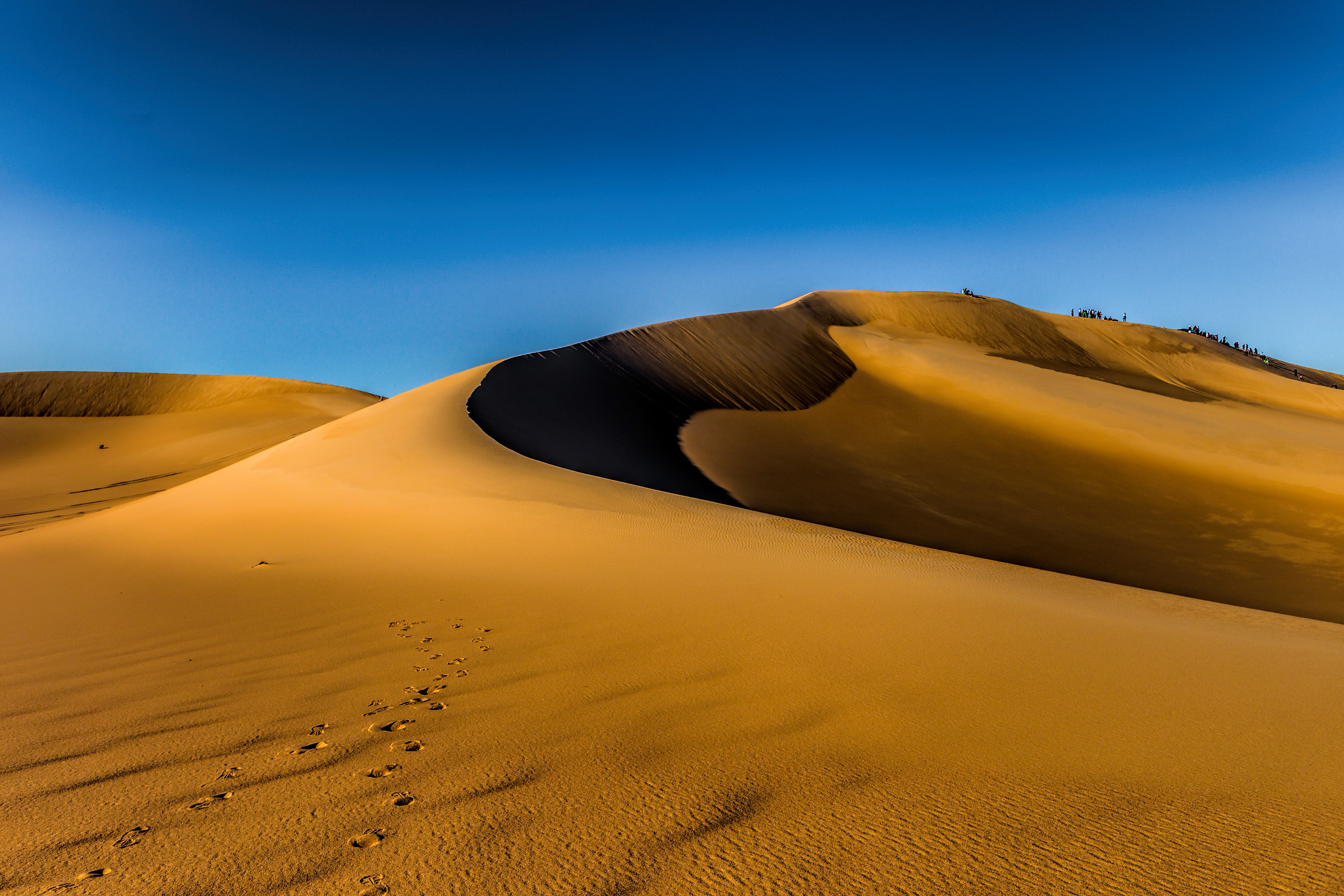
كثبان رملية
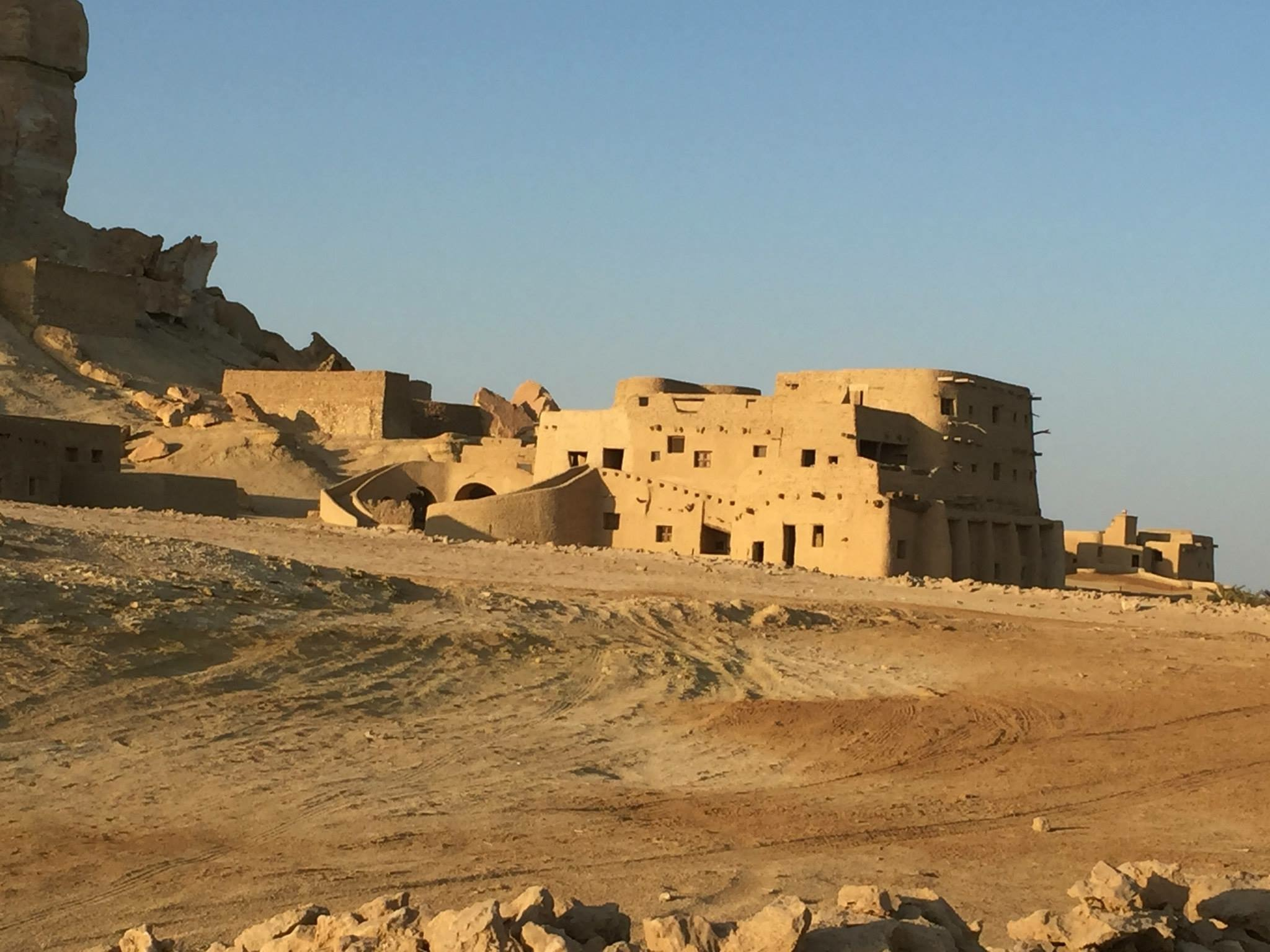
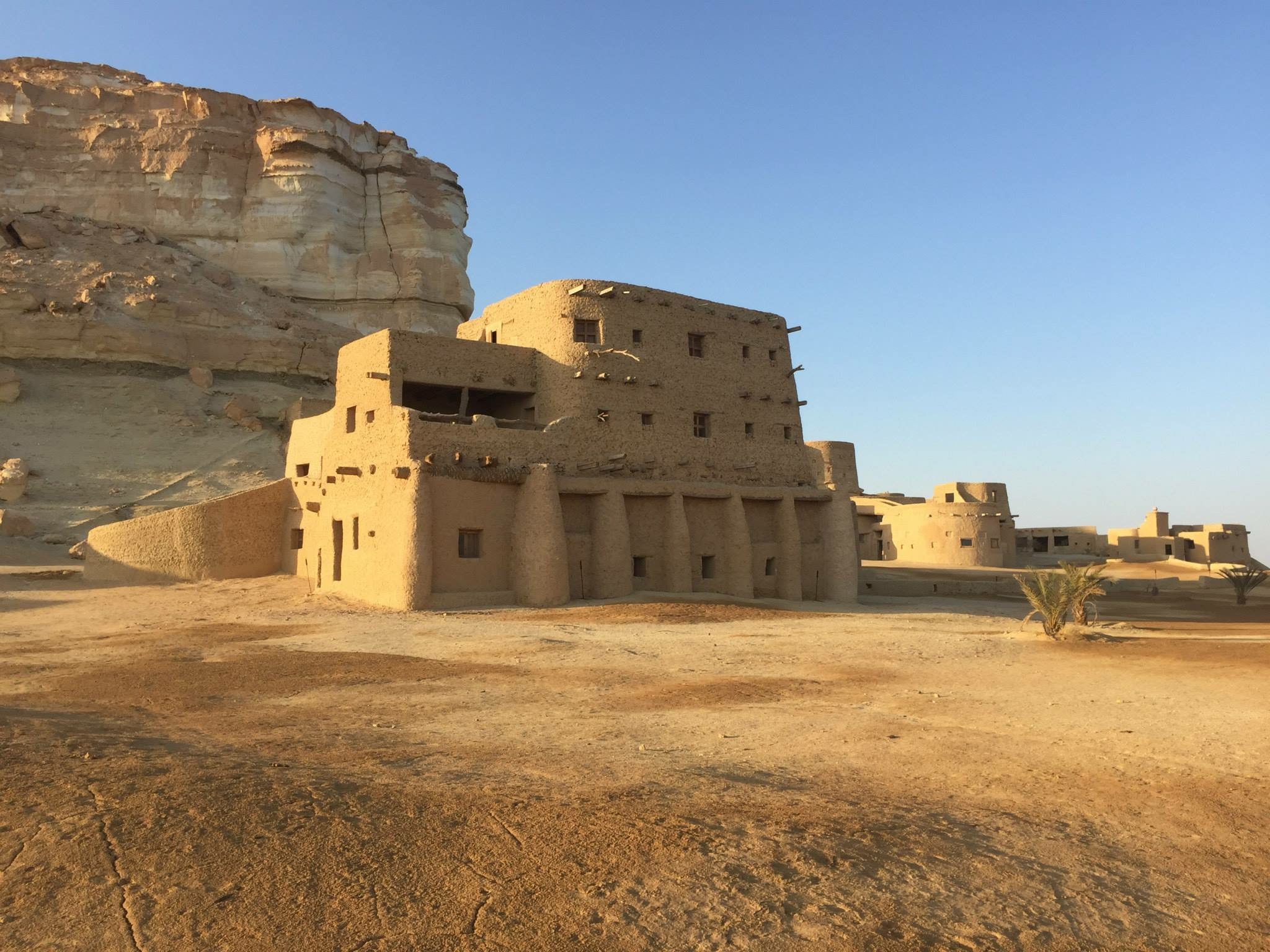
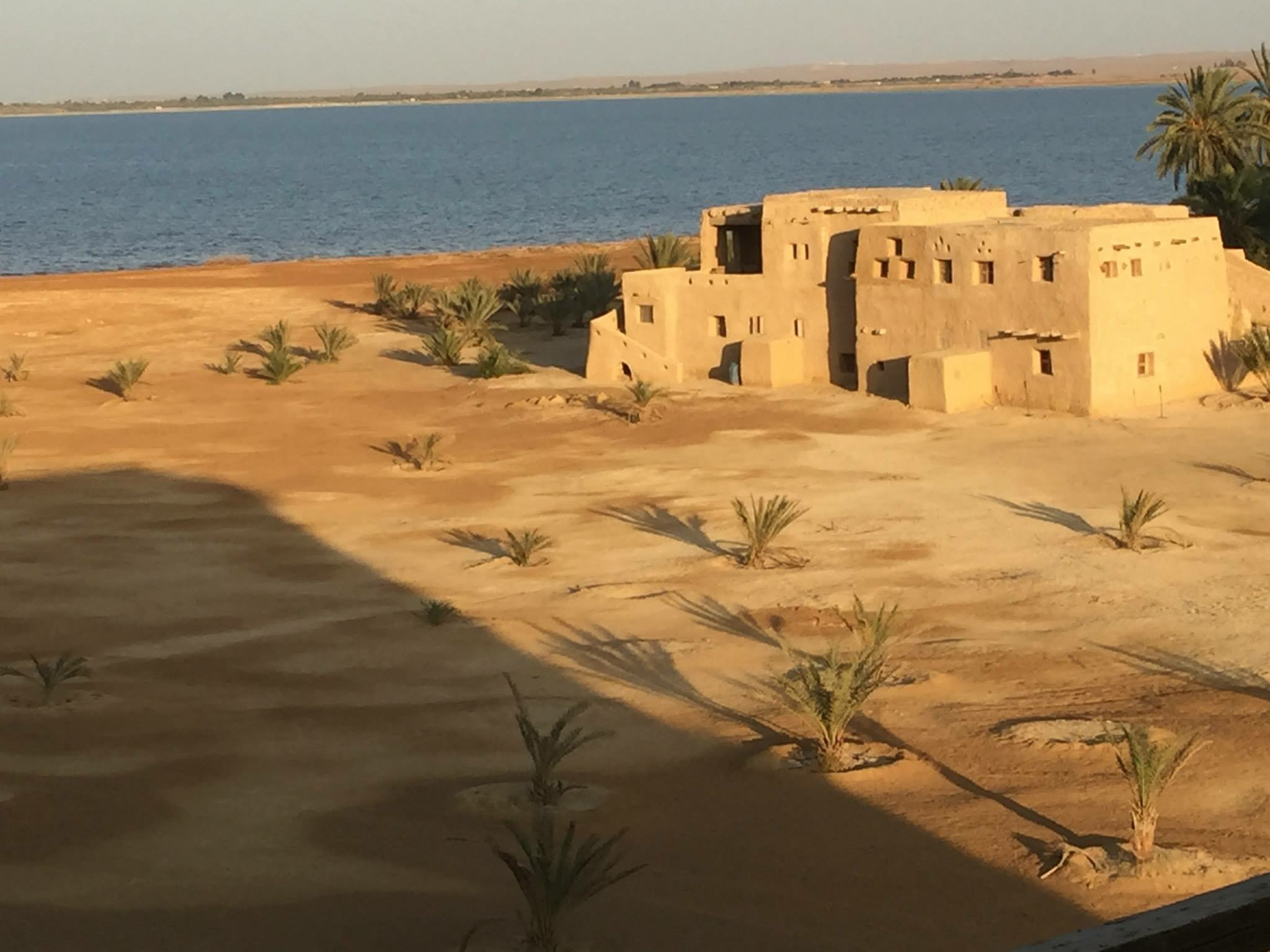
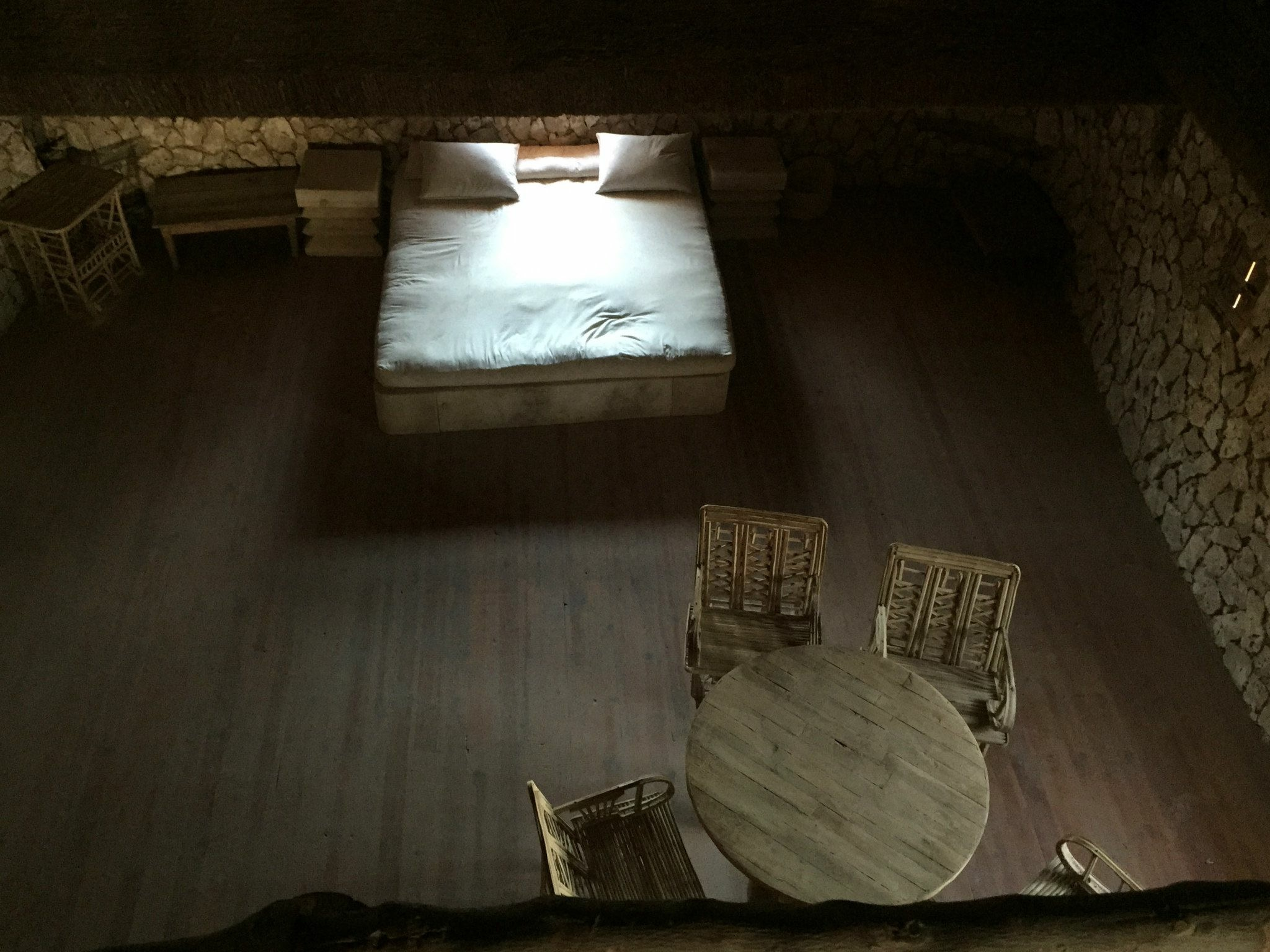
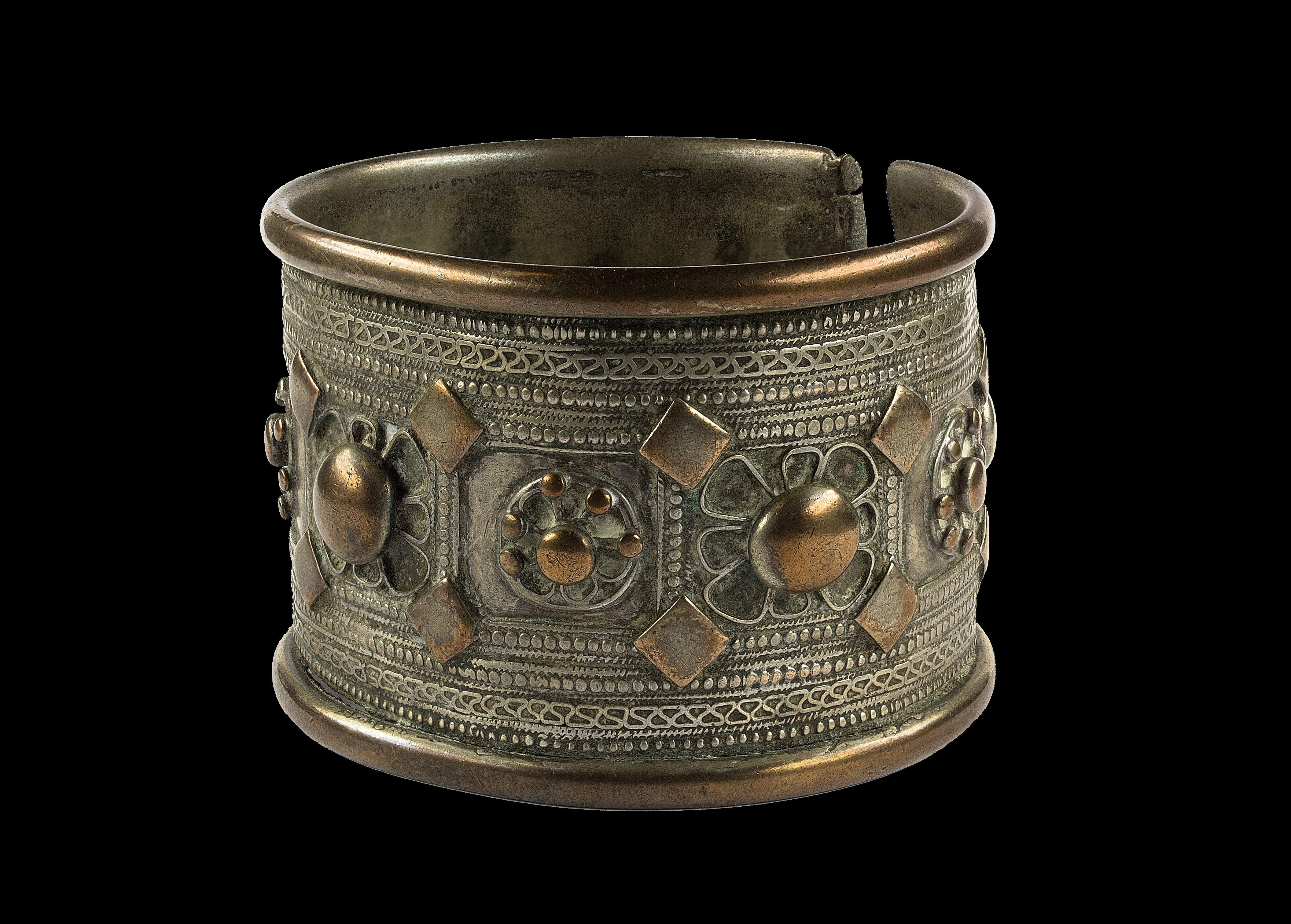

## وصلات خارجية
- صور لواحة سيوة